# Bourdeilles
Bourdeilles est une commune française située dans le département de la Dordogne, en région Nouvelle-Aquitaine.
C'est le siège de l'une des quatre anciennes baronnies du Périgord.

## Géographie

### Généralités
Dans le nord du département de la Dordogne, en limite du Périgord central et du Ribéracois, la commune de Bourdeilles est traversée par la Dronne, principal affluent de l'Isle.
Arrosé par la Dronne et traversé par les routes départementales (RD) 78 et 106, le bourg de Bourdeilles est situé, en distances orthodromiques, sept kilomètres au sud-ouest de Brantôme (commune de Brantôme en Périgord) et dix-huit kilomètres au nord-nord-ouest du centre-ville de Périgueux.
La commune est également desservie par les RD 106E1 et 106E3.
À l'extrême sud-est, entre les territoires des communes de Biras et de Bussac, un petit tronçon commun aux GR 36 et GR 361 longe le territoire communal sur 400 mètres, près du lieu-dit la Veyssonie. Anciennement, le tracé du GR 36 passait par le bourg.

### Communes limitrophes
Bourdeilles est limitrophe de sept autres communes, dont au sud-ouest celle de Grand-Brassac sur environ 160 mètres, à l'ouest du pont d'Ambon.
| Paussac-et-Saint-Vivien |             | Brantôme en Périgord |
| Creyssac, Grand-Brassac | Bourdeilles |                      |
| Lisle                   | Bussac      | Biras                |

### Géologie et relief

#### Géologie
Situé sur la plaque nord du Bassin aquitain et bordé à son extrémité nord-est par une frange du Massif central, le département de la Dordogne présente une grande diversité géologique. Les terrains sont disposés en profondeur en strates régulières, témoins d'une sédimentation sur cette ancienne plate-forme marine. Le département peut ainsi être découpé sur le plan géologique en quatre gradins différenciés selon leur âge géologique. Bourdeilles est située dans le troisième gradin à partir du nord-est, un plateau formé de calcaires hétérogènes du Crétacé.
Les couches affleurantes sur le territoire communal sont constituées de formations superficielles du Quaternaire datant du Cénozoïque et de roches sédimentaires du Mésozoïque. La formation la plus ancienne, notée c2b, date du Turonien inférieur à moyen, composée de calcaire graveleux, puis calcaires crayeux bioclastiques à rudistes passant latéralement à des calcarénites. La formation la plus récente, notée CFvs, fait partie des formations superficielles de type colluvions carbonatées de vallons secs : sable limoneux à débris calcaires et argile sableuse à débris. Le descriptif de ces couches est détaillé dans  les feuilles « no 734 - Nontron » et « no 758 - Périgueux (ouest) » de la carte géologique au 1/50 000 de la France métropolitaine, et leurs notices associées,.

Carte géologique de Bourdeilles.

#### Relief et paysages
Le département de la Dordogne se présente comme un vaste plateau incliné du nord-est (491 m, à la forêt de Vieillecour dans le Nontronnais, à Saint-Pierre-de-Frugie) au sud-ouest (2 m à Lamothe-Montravel). L'altitude du territoire communal varie quant à elle entre 82 m et 192 m,.
Dans le cadre de la Convention européenne du paysage entrée en vigueur en France le 1er juillet 2006, renforcée par la loi du 8 août 2016 pour la reconquête de la biodiversité, de la nature et des paysages, un atlas des paysages de la Dordogne a été élaboré sous maîtrise d’ouvrage de l’État et publié en octobre 2020. Les paysages du département s'organisent en huit unités paysagères et 14 sous-unités. La commune fait partie du Périgord central, un paysage vallonné, aux horizons limités par de nombreux bois, plus ou moins denses, parsemés de prairies et de petits champs.
La superficie cadastrale de la commune publiée par l'Insee, qui sert de référence dans toutes les statistiques, est de 21,85 km2,,. La superficie géographique, issue de la BD Topo, composante du Référentiel à grande échelle produit par l'IGN, est quant à elle de 22,71 km2.

### Hydrographie

#### Réseau hydrographique
La commune est située dans le bassin de la Dordogne au sein du Bassin Adour-Garonne. Elle est drainée par la Dronne, la Donzelle, le Boulou et la Valade, qui constituent un réseau hydrographique de 18 km de longueur totale,.
La Dronne, d'une longueur totale de 200,56 km, prend sa source dans la Haute-Vienne dans la commune de Bussière-Galant et se jette en rive droite de l'Isle — dont elle est le principal affluent — à Coutras en Gironde, au lieu-dit la Fourchée, face à la commune de Sablons,. Elle arrose la commune de l'est au sud-ouest sur neuf kilomètres et demi, lui servant de limite naturelle sur six kilomètres et demi, en deux endroits séparés, face à Brantôme en Périgord (territoire de l'ancienne commune de Valeuil) et à Creyssac.
La Donzelle, d'une longueur totale de 10,29 km, prend sa source dans la commune de La Chapelle-Gonaguet et se jette dans la Dronne en rive gauche à Lisle. Elle marque brièvement la limite communale sur 350 mètres au sud, entre Bourdeilles et Lisle.
Son affluent de rive droite la Valade baigne le sud du territoire communal sur trois kilomètres et demi.
Le Boulou, d'une longueur totale de 23,94 km, prend sa source dans la commune de Sceau-Saint-Angel et se jette dans la Dronne en rive droite en limite de Bourdeilles et de Creyssac,. Il sert de limite naturelle sur plus d'un kilomètre et demi à l'ouest, face à Paussac-et-Saint-Vivien et Creyssac.

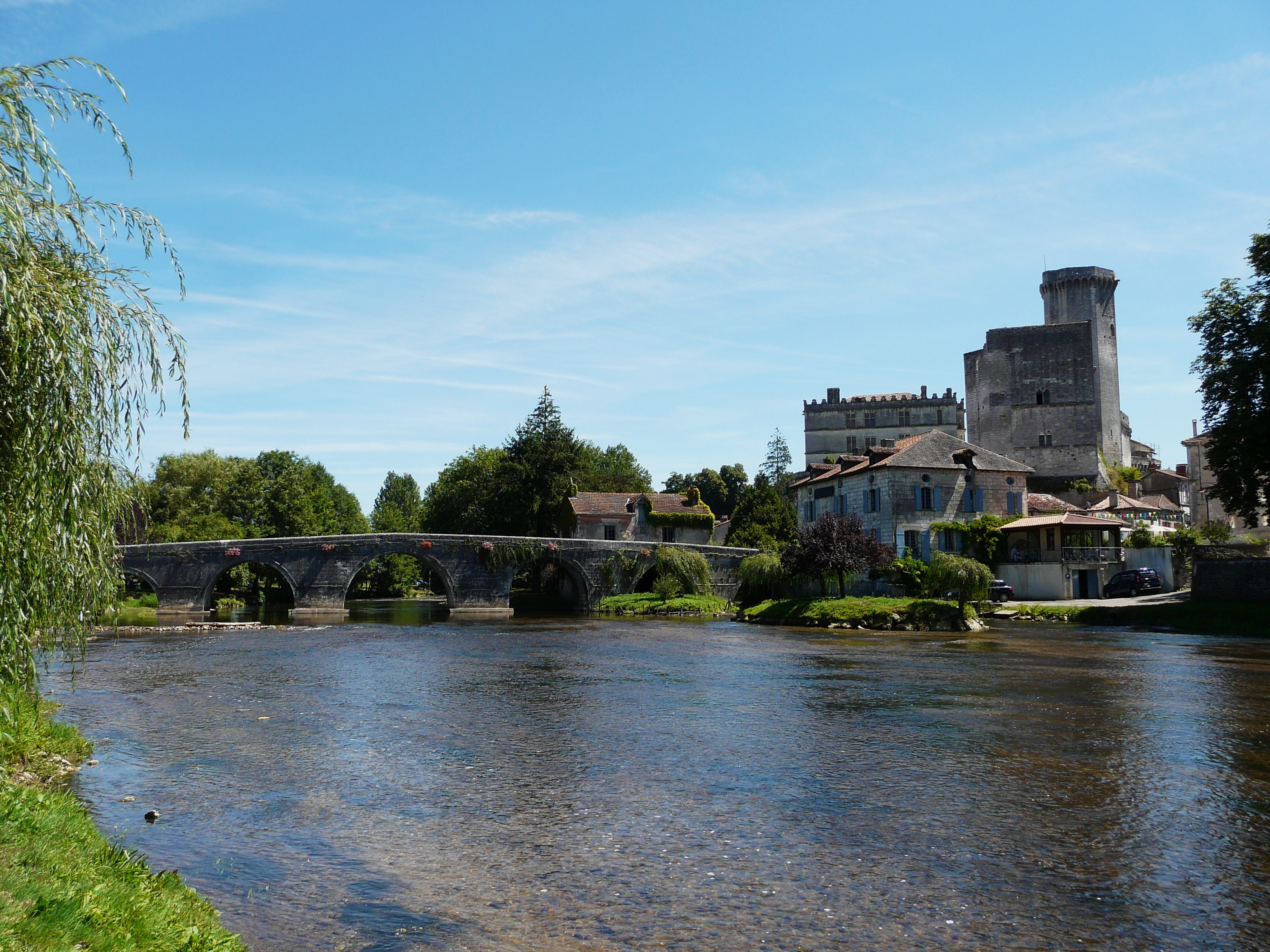
La Dronne en aval du pont de Bourdeilles.
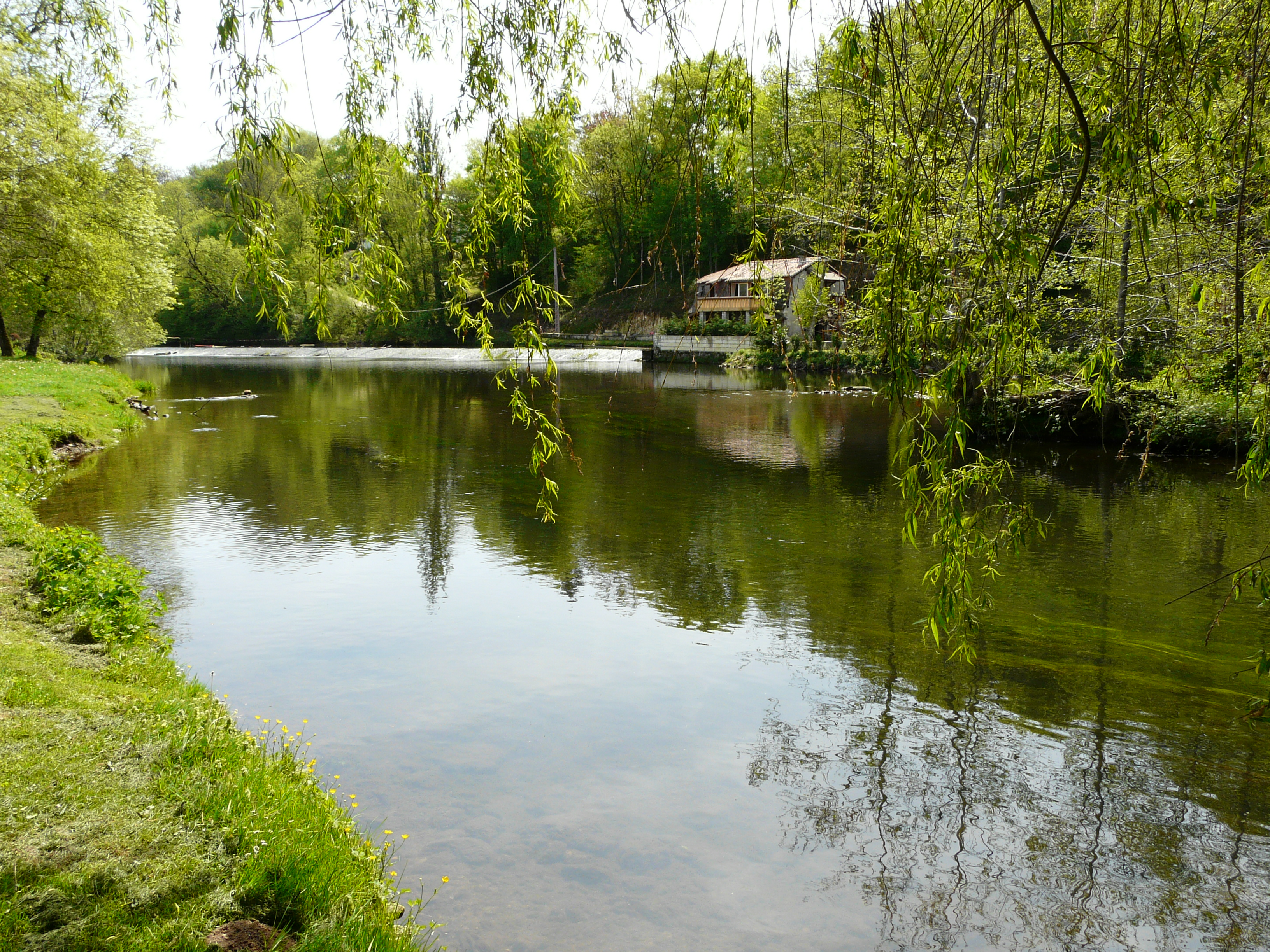
La Dronne au Gué de l'Éperon en limite de Creyssac et Bourdeilles.
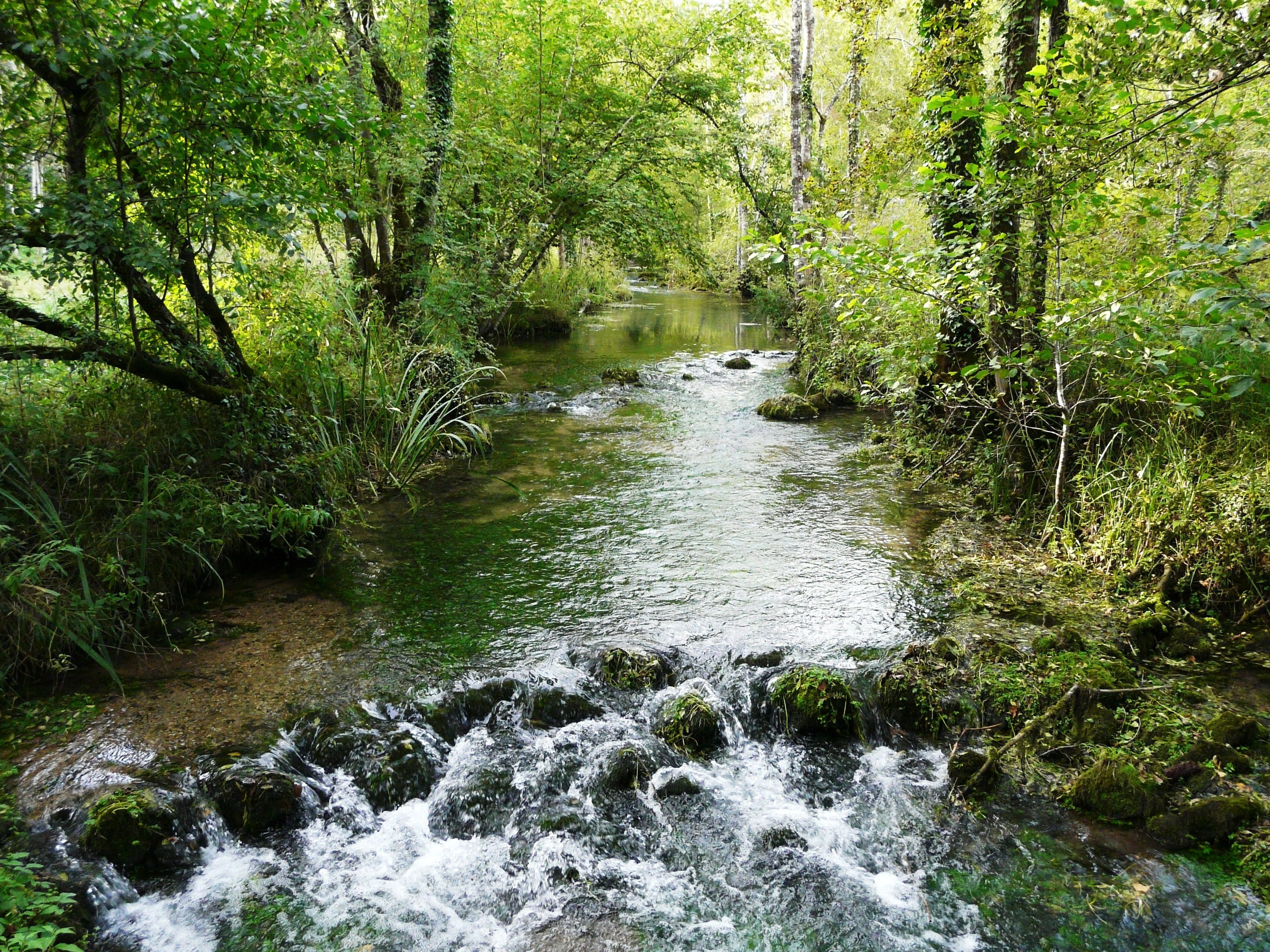
Le Boulou, à 100 mètres de son confluent avec la Dronne,à côté du Moulin de Fontas, marque la limite entre Creyssac (à gauche) et Bourdeilles.
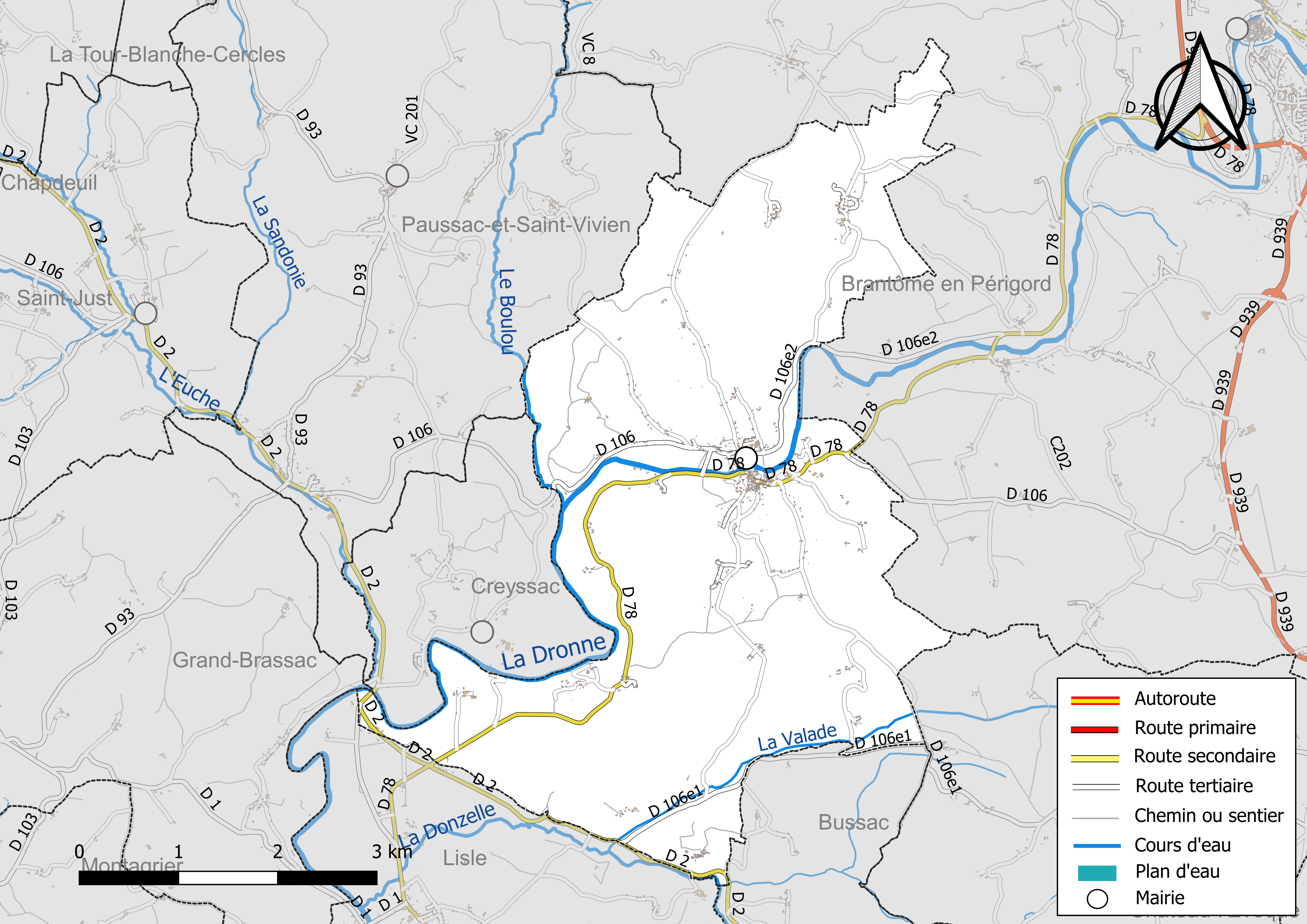
Réseaux hydrographique et routier de Bourdeilles.

#### Gestion et qualité des eaux
Le territoire communal est couvert par le schéma d'aménagement et de gestion des eaux (SAGE) « Isle - Dronne ». Ce document de planification, dont le territoire regroupe les bassins versants de l'Isle et de la Dronne, d'une superficie de 7 500 km2, a été approuvé le 2 août 2021. La structure porteuse de l'élaboration et de la mise en œuvre est l'établissement public territorial de bassin de la Dordogne (EPIDOR). Il définit sur son territoire les objectifs généraux d’utilisation, de mise en valeur et de protection quantitative et qualitative des ressources en eau superficielle et souterraine, en respect des objectifs de qualité définis dans le troisième SDAGE  du Bassin Adour-Garonne qui couvre la période 2022-2027, approuvé le 10 mars 2022.
La qualité des eaux de baignade et des cours d’eau peut être consultée sur un site dédié géré par les agences de l’eau et l’Agence française pour la biodiversité.

### Climat
Pour des articles plus généraux, voir Climat de la Nouvelle-Aquitaine et Climat de la Dordogne.
Historiquement, la commune est exposée à un climat océanique aquitain.  
En 2020, Météo-France publie une typologie des climats de la France métropolitaine dans laquelle la commune est exposée à un climat océanique altéré et est dans la région climatique  Aquitaine, Gascogne, caractérisée par une pluviométrie abondante au printemps, modérée en automne, un faible ensoleillement au printemps, un été chaud (19,5 °C), des vents faibles, des brouillards fréquents en automne et en hiver et des orages fréquents en été (15 à 20 jours).
Pour la période 1971-2000, la température annuelle moyenne est de 12,3 °C, avec  une amplitude thermique annuelle de 15 °C. Le cumul annuel moyen de précipitations est de 903 mm, avec 12,4 jours de précipitations en janvier et 6,8 jours en juillet. Pour la période 1991-2020, la température moyenne annuelle observée sur la station météorologique la plus proche, située sur la commune de Saint-Martin-de-Fressengeas à 10 km à vol d'oiseau, est de 12,4 °C et le cumul annuel moyen de précipitations est de 1 050,4 mm,. Pour l'avenir, les paramètres climatiques de la commune estimés pour 2050 selon différents scénarios d’émission de gaz à effet de serre sont consultables sur un site dédié publié par Météo-France en novembre 2022.

## Urbanisme

### Typologie
Au 1er janvier 2024, Bourdeilles est catégorisée commune rurale à habitat dispersé, selon la nouvelle grille communale de densité à 7 niveaux définie par l'Insee en 2022.
Elle est située hors unité urbaine et hors attraction des villes,.

### Occupation des sols
L'occupation des sols de la commune, telle qu'elle ressort de la base de données européenne d’occupation biophysique des sols Corine Land Cover (CLC), est marquée par l'importance des territoires agricoles (58,9 % en 2018), en diminution par rapport à 1990 (59,7 %). La répartition détaillée en 2018 est la suivante : 
forêts (37,6 %), zones agricoles hétérogènes (29,3 %), terres arables (21,8 %), prairies (7,7 %), milieux à végétation arbustive et/ou herbacée (2,2 %), zones urbanisées (1,4 %). L'évolution de l’occupation des sols de la commune et de ses infrastructures peut être observée sur les différentes représentations cartographiques du territoire : la carte de Cassini (XVIIIe siècle), la carte d'état-major (1820-1866) et les cartes ou photos aériennes de l'IGN pour la période actuelle (1950 à aujourd'hui).

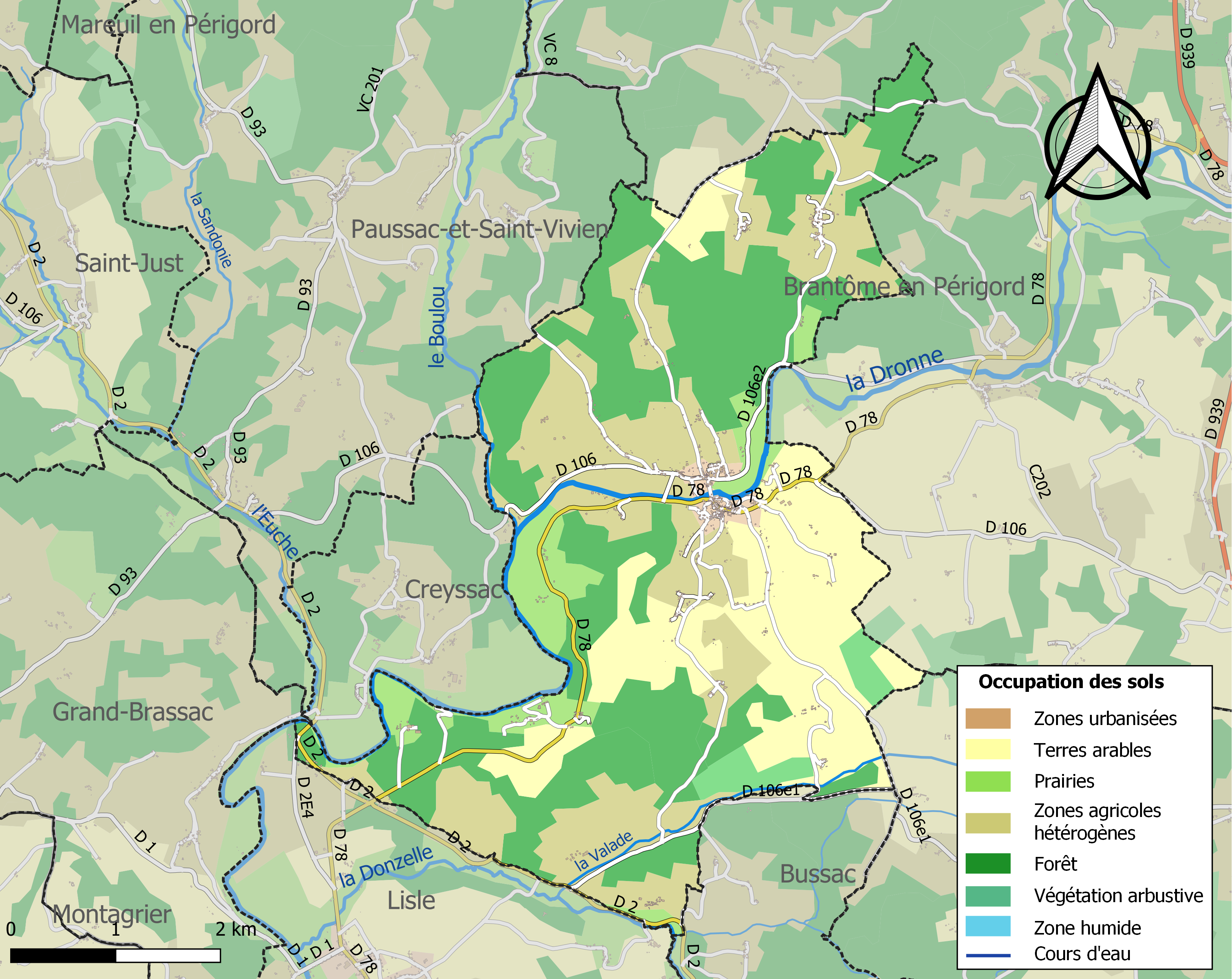
Carte des infrastructures et de l'occupation des sols de la commune en 2018 (CLC).

### Villages, hameaux et lieux-dits
Outre le bourg de Bourdeilles proprement dit, le territoire se compose d'autres villages ou hameaux, ainsi que de lieux-dits :
- l'Arquebusier
- Barbazan
- la Basse Valade
- la Batide
- Belle Vue
- les Bernoux
- la Bertinie
- les Bitauds
- les Bourdeillettes Basses
- les Bourdeillettes Hautes
- les Boyges
- les Brandaux
- les Bringous
- Brouillat
- le Capinet
- Chaban
- les Chambeaux
- le Chapelat
- le Chemin de Mareuil
- les Coutounes
- Claud Rouillous
- Croix de Saint-Marc
- Étourneau
- les Francilloux
- Falaise du Boulou
- la Faurie
- Fonseigner
- la Forêt
- la Forge
- les Girards
- la Gouyenie
- la Grande Terre
- Grands Bois
- la Grange Brûlée
- les Grèzes
- Gueyzat
- les Jarissoux
- Lacaud
- le Maine
- Maison Neuve[Note 4]
- Maisonneuve[Note 5]
- Marvol
- les Mémis
- Mon Gré
- les Moneries
- le Montamat
- les Mottes
- le Moulin de Fontas
- le Naudonnet
- les Naudoux
- Négravaud
- la Pacalone
- le Parc
- le Parc du Maine
- la Peyriche
- la Pièce du Rot
- le Poirier Blanc
- Pont d'Ambon
- les Pouyalous
- la Prairie
- le Puy
- la Rigeardie
- le Rigolat
- Rocher de la Forge du Diable
- Rochereil
- les Rouchoux
- les Solittes
- Chez Toirac
- la Valade
- la Veyssonie
- la Villenie.

### Prévention des risques
Le territoire de la commune de Bourdeilles est vulnérable à différents aléas naturels : météorologiques (tempête, orage, neige, grand froid, canicule ou sécheresse), inondations, feux de forêts, mouvements de terrains et séisme (sismicité très faible). Un site publié par le BRGM permet d'évaluer simplement et rapidement les risques d'un bien localisé soit par son adresse soit par le numéro de sa parcelle.
Certaines parties du territoire communal sont susceptibles d’être affectées par le risque d’inondation par débordement de cours d'eau, notamment la Dronne, le Boulou, l'Euche et la Donzelle. La commune a été reconnue en état de catastrophe naturelle au titre des dommages causés par les inondations et coulées de boue survenues en 1982, 1983, 1986, 1988, 1993 et 1999,. Le risque inondation est pris en compte dans l'aménagement du territoire de la commune par le biais du plan de prévention des risques inondation (PPRI) de la « vallée de la Dronne », couvrant 19 communes et approuvé le 31 janvier 2014, pour les crues de la Dronne,.
Bourdeilles est exposée au risque de feu de forêt. L’arrêté préfectoral du 14 mars 2013 fixe les conditions de pratique des incinérations et de brûlage dans un objectif de réduire le risque de départs d’incendie. À ce titre, des périodes sont déterminées : interdiction totale du 15 février au 15 mai et du 15 juin au 15 octobre, utilisation réglementée du 16 mai au 14 juin et du 16 octobre au 14 février. En septembre 2020, un plan inter-départemental de protection des forêts contre les incendies (PidPFCI) a été adopté pour la période 2019-2029,.

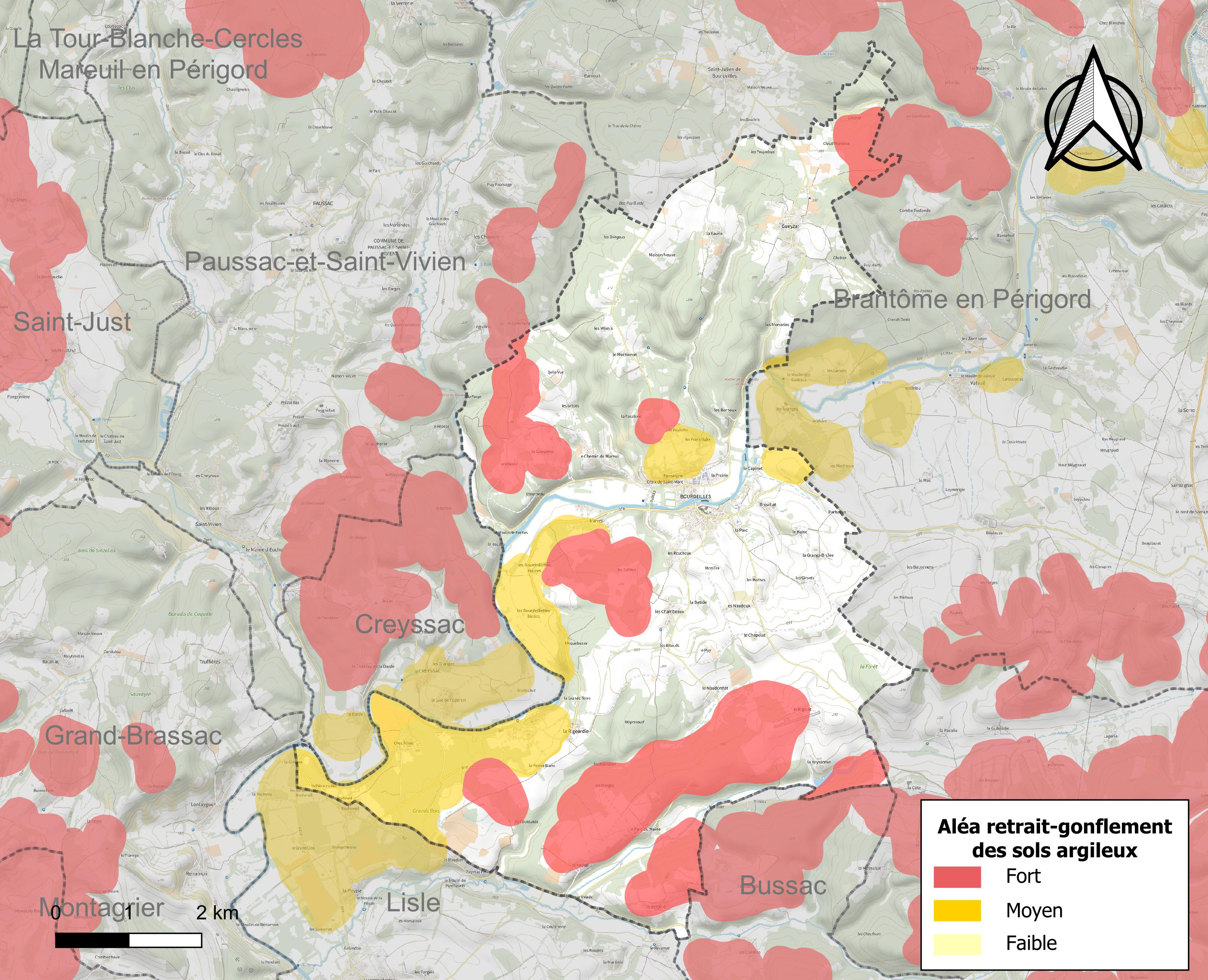
Carte des zones d'aléa retrait-gonflement des sols argileux de Bourdeilles.

Les mouvements de terrains susceptibles de se produire sur la commune sont des tassements différentiels. Le retrait-gonflement des sols argileux est susceptible d'engendrer des dommages importants aux bâtiments en cas d’alternance de périodes de sécheresse et de pluie. 32,5 % de la superficie communale est en aléa moyen ou fort (58,6 % au niveau départemental et 48,5 % au niveau national métropolitain). Depuis le 1er octobre 2020, en application de la loi ÉLAN, différentes contraintes s'imposent aux vendeurs, maîtres d'ouvrages ou constructeurs de biens situés dans une zone classée en aléa moyen ou fort,.
La commune a été reconnue en état de catastrophe naturelle au titre des dommages causés par la sécheresse en 1992, 1997, 2005 et 2009 et par des mouvements de terrain en 1999.

## Toponymie

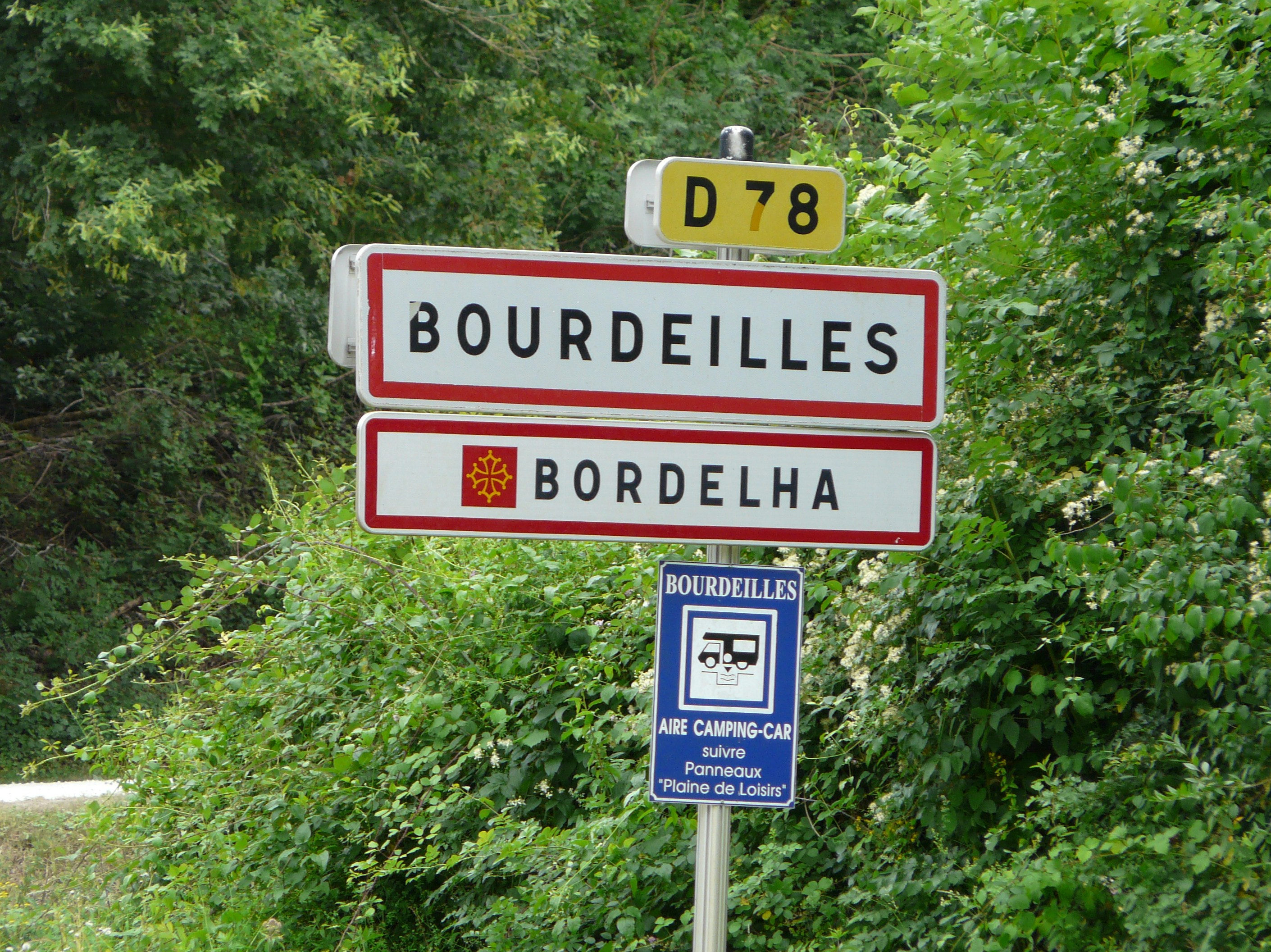
Panneau d'entrée à Bourdeilles, en français et en occitan.

Sur la carte de Cassini représentant la France entre 1756 et 1789, on trouve encore la graphie Bourdeille. Ce n'est qu'à partir de 1801 que le nom actuel devient officiel.
En occitan, la commune porte le nom de Bordelha.

## Histoire

### Préhistoire
Plusieurs sites préhistoriques classés MH se trouvent sur la commune :
le site du Pont d'Ambon, (Magdalénien / Azilien,, os gravés de style Azilien / Laborien) ;
la grotte ornée des Bernoux (vestiges archéologiques du Moustérien à l'Aurignacien, représentations animales gravées (mammouth, rhinocéros) du Gravettien au Solutréen — dont une gravure interprétée comme une tête d'ours de profil qui s'est avérée être une tête de félin —, rhinocéros, et tête de cheval aurignacienne) ;
la grotte du Trou de la Chèvre ou grotte de la Chèvre (Moustérien, Périgordien ancien - Châtelperronien - et supérieur - Gravettien - Aurignacien), le Fourneau-du-Diable.

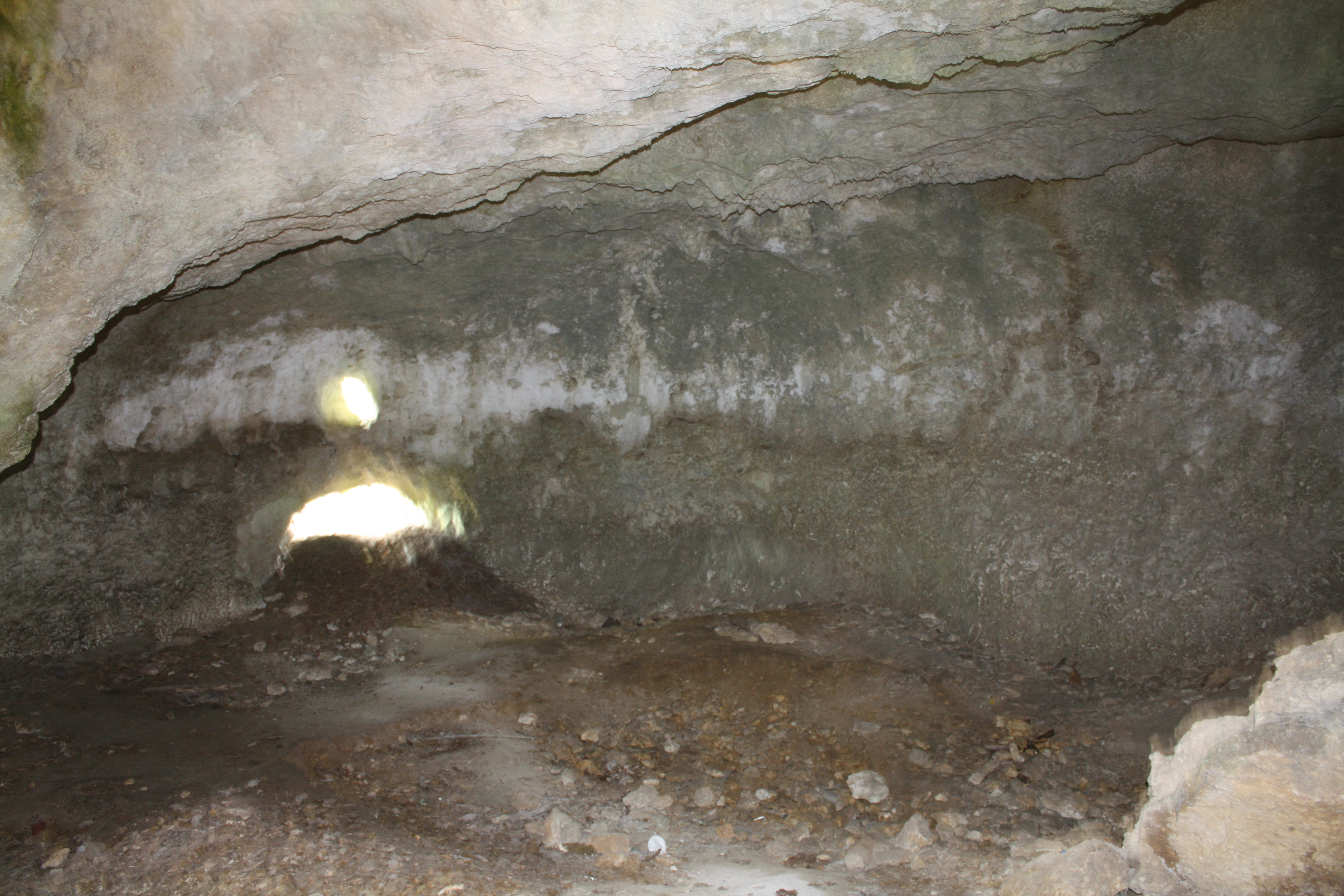
Grotte des Bernoux
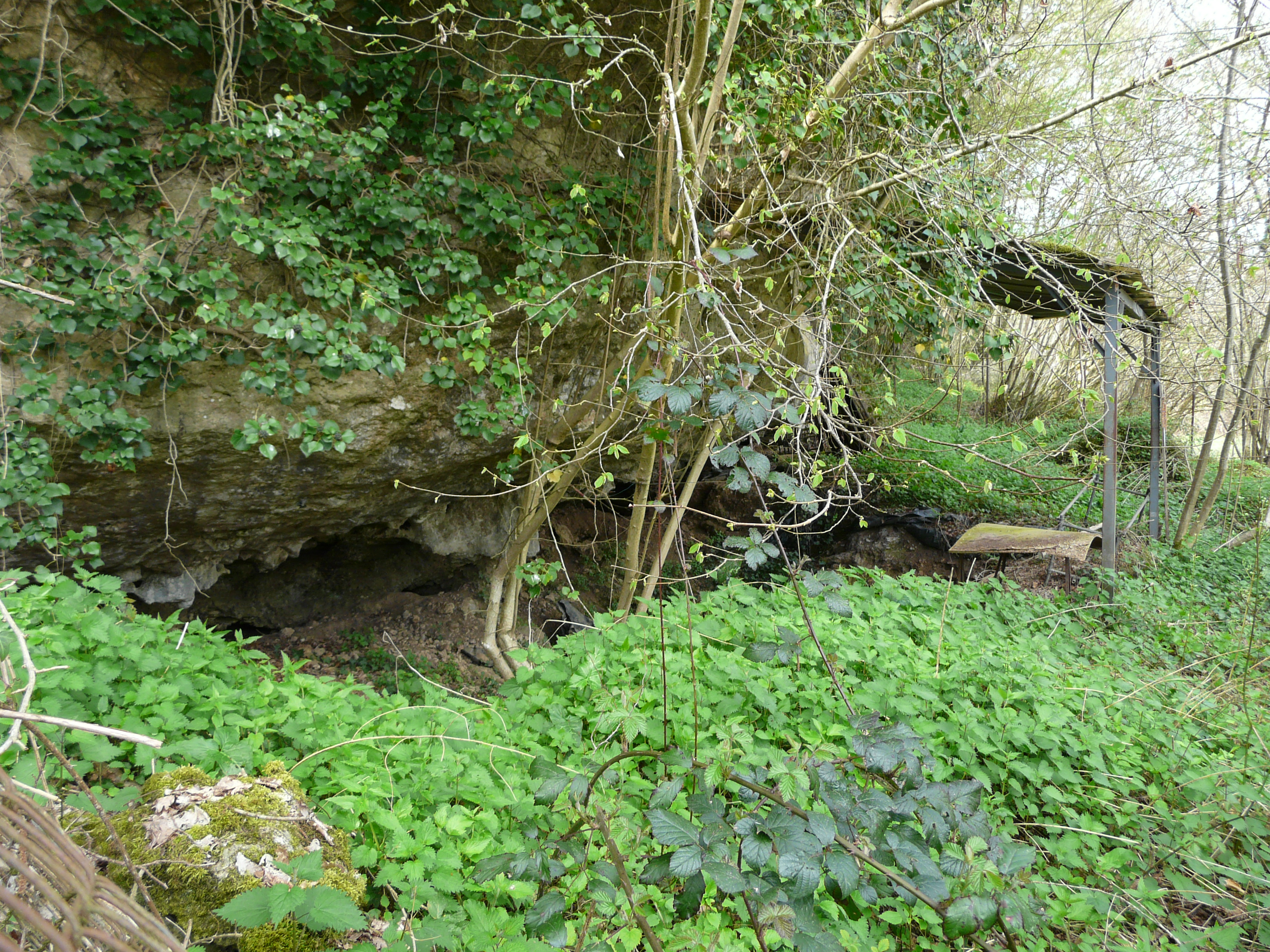
Abri du pont d'Ambon

### Moyen-Âge
Au Xe siècle, mise en place et fondation des quatre baronnies du Périgord : Bourdeilles, Biron, Beynac et Mareuil[réf. nécessaire].
Mais ce n'est qu'au XIIe siècle qu'est attestée l'existence du village alors appelé Burgus ou villa.
Du XIe au XIIe siècle, on constate une expansion démographique.
Vers 1259, les guerres fratricides des Bourdeille contribueront à la démolition du premier château. En août 1263, le vicomte de Limoges Guy VI le Preux meurt à Brantôme après son échec au siège du château de Bourdeilles.

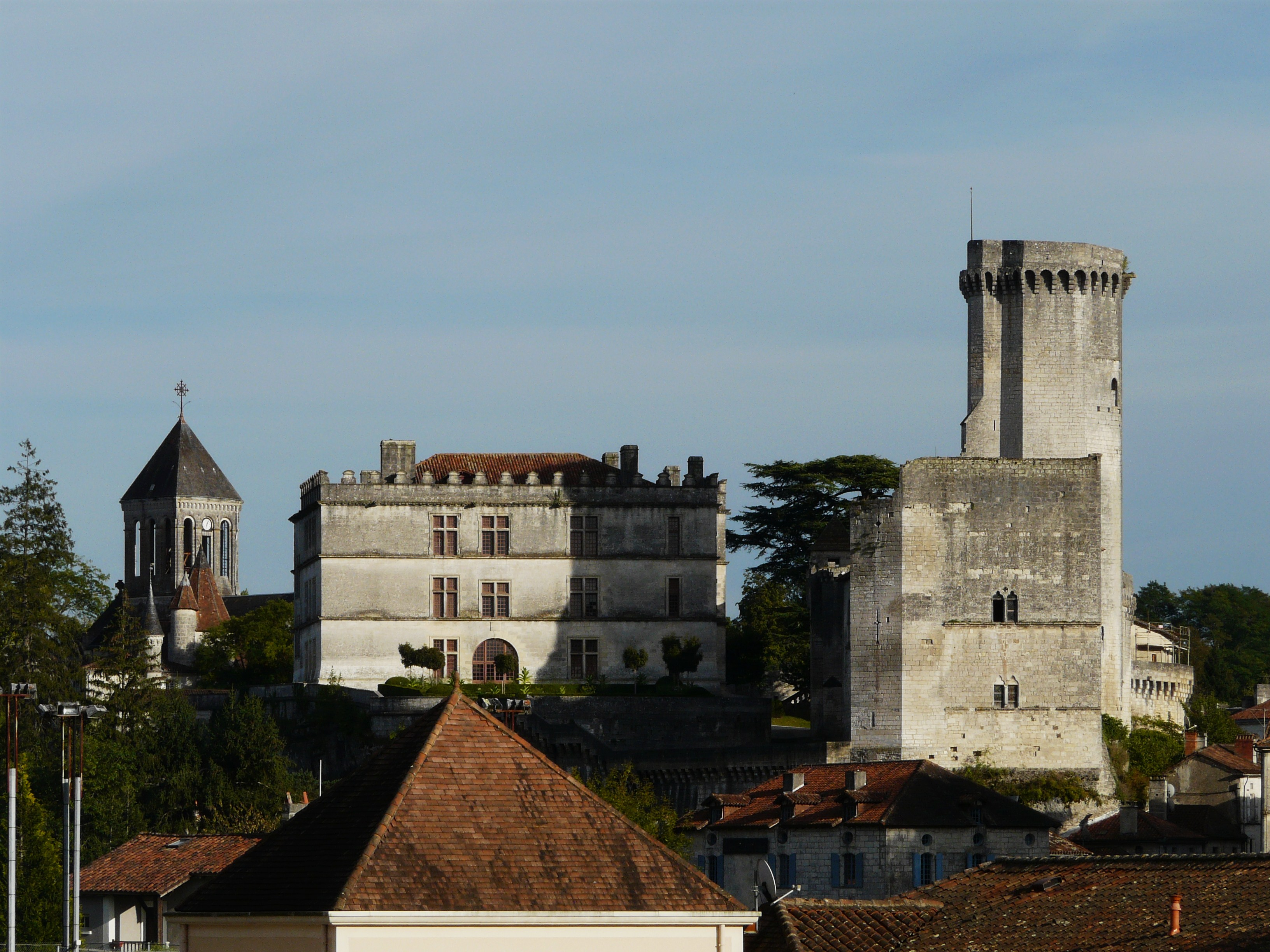
L'église et les deux châteaux

À partir de 1273, année au cours de laquelle Édouard Ier d'Angleterre investit le château de Bourdeilles, l'abbé de Brantôme revendique la suzeraineté sur la seigneurie de Bourdeilles. En 1280, le château devient la possession de l'abbé Bernard de Maulmont. Il favorise alors son frère Géraud en lui donnant en fief la châtellenie de Bourdeilles en 1283. Imposé comme coseigneur, Géraud de Maulmont fait construire, à partir de 1283, le château fort dit "château neuf".

### Temps modernes
Néanmoins, le vieux lignage des barons de Bourdeilles entre à nouveau en possession de la baronnie. Un château de style Renaissance est construit à la fin du XVIe siècle selon les plans de Jacquette de Montbron, épouse d'André de Bourdeilles, dont la famille conserve les lieux jusqu'en 1672. À la fin du XVIIe siècle et jusqu'à la fin du XVIIIe siècle, la baronnie de Bourdeilles appartient à plusieurs familles : Chapelle de Jumilhac, puis Bertin. Jean Bertin, maître de forges, enrichi par le système de Law, en fait l'acquisition en 1720, puis son fils Henri, ministre de Louis XV, se titre marquis de Bourdeilles. 
Extrait d'un témoignage de mai 1852 : 

"On voit à Bourdeille deux châteaux bien conservés ; une forteresse du XIVe siècle et une villa italienne des derniers temps de la renaissance. La forteresse, de forme très originale, se compose principalement d'un grand corps de logis long de 33 mètres et large de 9 m à l'intérieur. Deux salles se partageaient chaque étage. Il n'y avait donc en tout que 4 pièces, dont les quatre immenses cheminées, les fenêtres et les bancs de pierre existent encore. Les murs de refend et les planchers ont disparu. Une toiture passablement entretenue protège l'édifice contre les intempéries, mais elle n'est pas d'origine. Au sud et à l'ouest, du côté de la rivière et du bourg ce corps de logis affleure le bord d'un rocher qui se creuse à sa base de la manière la plus pittoresque. À l'ouest, seul point où il fut possible d'aborder de plain-pied l'emplacement du château, une grosse tour à 8 pans fortifiait l'angle le plus exposé et protégeait la porte d'entrée. C'est un véritable donjon bien conservé...[source insuffisante]

### Liste des barons de Bourdeilles duXIVesiècleà 1947
- jusqu'en 1346 : Hélie VIII de Bourdeille († 1346)
- 1346-1348 : Guy II de Bourdeille († 1349), son fils
- 1348-1354 : Hélie IX de Bourdeille († 1354), son frère
- 1354-v. 1384 : Archambaud Ier de Bourdeille († ca 1384), son frère
- v. 1384-1423 : Arnaud Ier de Bourdeille († 1423), son fils
- 1423-v.1473 : Arnaud II de Bourdeille († ca 1473), son fils
- v. 1473-v. 1515 : François Ier de Bourdeille († ca 1515), son fils
- v. 1515-v. 1558 : François II de Bourdeille († ca 1558), son fils
- v. 1558-1582 : André de Bourdeille (1519-1582), son fils
- 1582-1641 : Henri Ier de Bourdeille († 1641), son fils
- 1641-1672 : François-Sicaire de Bourdeille (+ ca 1672), son fils
- 1699-1720 : Guillaume Chapelle de Jumilhac[Qui ?]
- 1720-1754 : Jean (de) Bertin[Qui ?] , par acquisition
- 1754-1789 : Henri-Léonard de Bertin (1720-1792), ministre, son fils
- 1789-1820 : Henri II Chapelle de Jumilhac (1752-1820), son neveu
- 1842-1845 :Joseph de Bourdeille (1793-1845), acquéreur (descendant de Claude, frère cadet d'Henri Ier de Bourdeille)
- 1845-1896 : Hélie X de Bourdeille (1823-1896), son fils
- 1896-1947 :Henri III Hélie de Bourdeille

## Politique et administration

### Rattachements administratifs et électoraux
La commune de Bourdeilles a été rattachée, dès 1790, au canton de Brantôme qui dépendait du district de Perigueux jusqu'en 1795, date à laquelle les districts sont supprimés. En 1801, le canton de Brantôme est rattaché à l'arrondissement de Périgueux.
En 2017, Bourdeilles est rattachée à l'arrondissement de Nontron, et en 2020 le canton de Brantôme est renommé canton de Brantôme en Périgord.

### Intercommunalité
Le 18 décembre 2001, la commune adhère à la communauté de communes du Brantômois. Celle-ci disparait le 31 décembre 2013, remplacée au 1er janvier 2014 par une nouvelle intercommunalité élargie : la communauté de communes Dronne et Belle.

### Administration municipale
La population de la commune étant comprise entre 500 et 1 499 habitants au recensement de 2017, quinze conseillers municipaux ont été élus en 2020,.

### Liste des maires
| Période                                  | Période   | Identité                                          | Étiquette | Qualité                                                  |
| ---------------------------------------- | --------- | ------------------------------------------------- | --------- | -------------------------------------------------------- |
| Les données manquantes sont à compléter. |           |                                                   |           |                                                          |
| 1790                                     |           | Jean-Baptiste Boissat de Mazerat                  |           | Médecin, commandant de la Garde nationale de Bourdeilles |
|                                          |           |                                                   |           |                                                          |
| 1842                                     |           | Étienne Boissat de Lagrave                        |           | Médecin, conseiller général                              |
|                                          |           |                                                   |           |                                                          |
| 1876 et 1890                             |           | Joseph Boissat de Mazerat (alias Boissat-Mazerat) |           | Docteur en droit                                         |
|                                          |           |                                                   |           |                                                          |
| ?                                        | 1953      | Clovis Naboulet                                   |           | Artisan maçon                                            |
| 1953                                     | 1967      | Georges Fraisse                                   |           |                                                          |
| 1967                                     | 1971      | Marcel (Thomas) Puygauthier                       |           | Vétérinaire                                              |
| 1971                                     | juin 1995 | Jean-Louis Villechanoux                           |           |                                                          |
| juin 1995                                | mars 2001 | René Genaudeau                                    |           |                                                          |
| mars 2001                                | mars 2008 | Bernard Angeli                                    |           |                                                          |
| mars 2008                                | mai 2020  | Olivier Chabreyrou                                | PS        | Assistant parlementaire                                  |
| mai 2020                                 | En cours  | Nicolas Dussutour                                 |           |                                                          |

## Équipements et services publics

### Justice
Dans le domaine judiciaire, Bourdeilles relève : 
- du tribunal judiciaire, du tribunal pour enfants, du conseil de prud'hommes et du tribunal de commerce de Périgueux ;
- du pôle Nationalité du tribunal judiciaire de Périgueux (compétent uniquement dans le domaine de la nationalité) ;
- de la cour d'appel, du tribunal administratif et de la  cour administrative d'appel de Bordeaux.

## Population et société

### Démographie
Les habitants de Bourdeilles se nomment les Bourdeillais.
L'évolution du nombre d'habitants est connue à travers les recensements de la population effectués dans la commune depuis 1793. Pour les communes de moins de 10 000 habitants, une enquête de recensement portant sur toute la population est réalisée tous les cinq ans, les populations de référence des années intermédiaires étant quant à elles estimées par interpolation ou extrapolation. Pour la commune, le premier recensement exhaustif entrant dans le cadre du nouveau dispositif a été réalisé en 2004.

En 2022, la commune comptait 793 habitants, en évolution de +8,04 % par rapport à 2016 (Dordogne : +0,37 %, France hors Mayotte : +2,11 %).
| 1793  | 1800  | 1806  | 1821  | 1831  | 1836  | 1841  | 1846  | 1851  |
| ----- | ----- | ----- | ----- | ----- | ----- | ----- | ----- | ----- |
| 1 559 | 1 727 | 1 708 | 1 759 | 1 638 | 1 557 | 1 485 | 1 569 | 1 618 |

| 1856  | 1861  | 1866  | 1872  | 1876  | 1881  | 1886  | 1891  | 1896  |
| ----- | ----- | ----- | ----- | ----- | ----- | ----- | ----- | ----- |
| 1 552 | 1 481 | 1 404 | 1 458 | 1 386 | 1 270 | 1 254 | 1 220 | 1 128 |

| 1901  | 1906  | 1911  | 1921 | 1926 | 1931 | 1936 | 1946 | 1954 |
| ----- | ----- | ----- | ---- | ---- | ---- | ---- | ---- | ---- |
| 1 112 | 1 125 | 1 082 | 991  | 979  | 972  | 914  | 875  | 788  |

| 1962 | 1968 | 1975 | 1982 | 1990 | 1999 | 2004 | 2006 | 2009 |
| ---- | ---- | ---- | ---- | ---- | ---- | ---- | ---- | ---- |
| 803  | 721  | 654  | 728  | 811  | 777  | 784  | 782  | 771  |

| 2014 | 2019 | 2022 | - | - | - | - | - | - |
| ---- | ---- | ---- | - | - | - | - | - | - |
| 744  | 765  | 793  | - | - | - | - | - | - |

## Économie

### Emploi
En 2015, parmi la population communale comprise entre 15 et 64 ans, les actifs représentent 283 personnes, soit 38,3 % de la population municipale. Le nombre de chômeurs (trente-cinq) a augmenté par rapport à 2010 (vingt-cinq) et le taux de chômage de cette population active s'établit à 12,4 %.

### Établissements
Au 31 décembre 2015, la commune compte 78 établissements, dont 41 au niveau des commerces, transports ou services, seize relatifs au secteur administratif, à l'enseignement, à la santé ou à l'action sociale, dix dans l'agriculture, la sylviculture ou la pêche, sept dans l'industrie, et quatre dans la construction.

### Tourisme
À compter du 17 août 2016 et pour une durée de cinq ans, Bourdeilles est déclarée commune touristique, en même temps que cinq autres communes de la communauté de communes Dronne et Belle : Brantôme en Périgord, La Chapelle-Faucher, Mareuil, Saint-Crépin-de-Richemont et Villars.

## Culture locale et patrimoine

### Lieux et monuments

#### Patrimoine civil
- Le château qui réunit en réalité deux châteaux[78], classés en 1919 au titre des monuments historiques[79],[80], visitables :

le château de Bourdeilles, médiéval du XIIIe siècle,
le Château dit Pavillon Renaissance, XVe siècle.

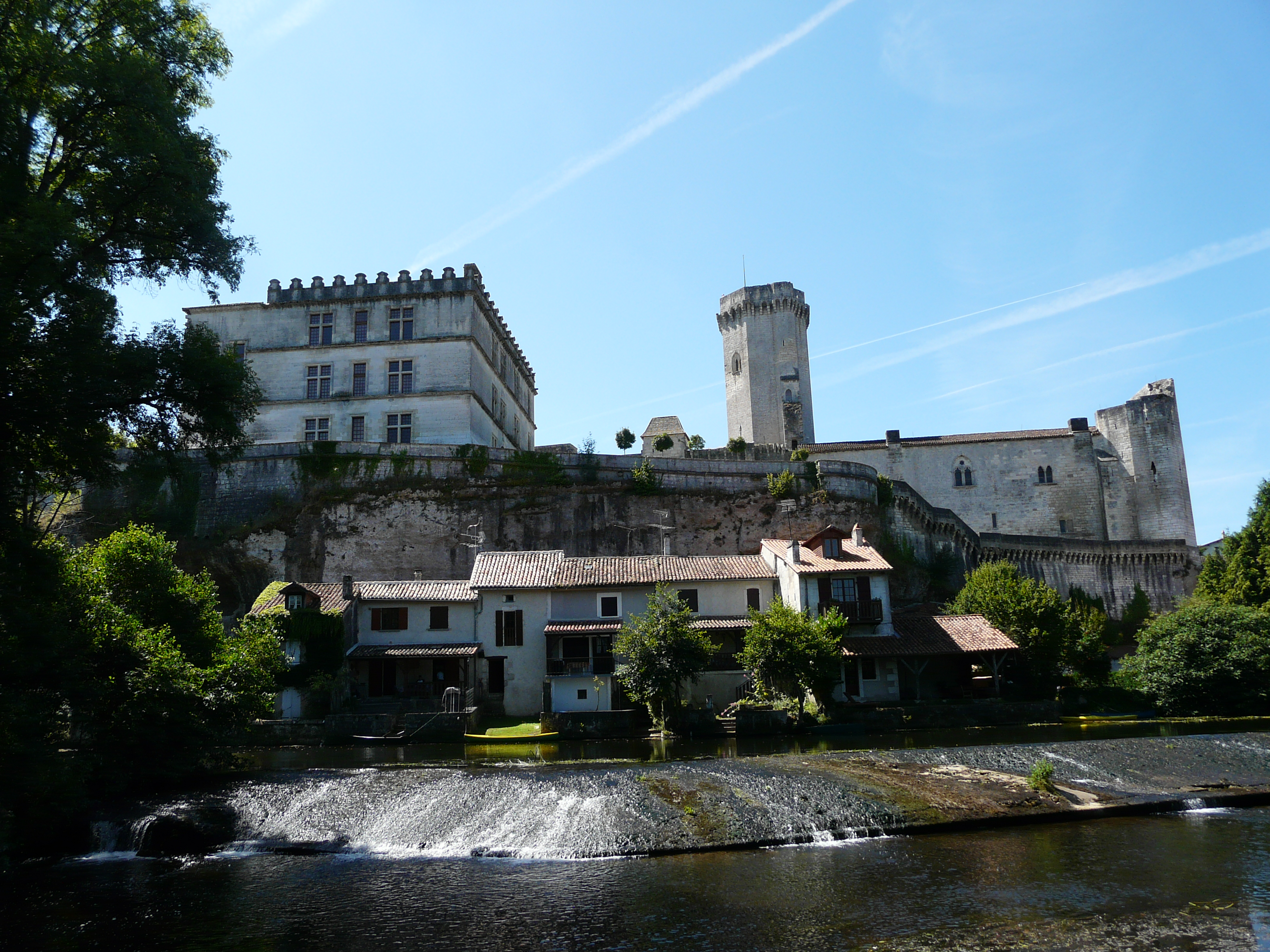
Le pavillon Renaissance et la forteresse.
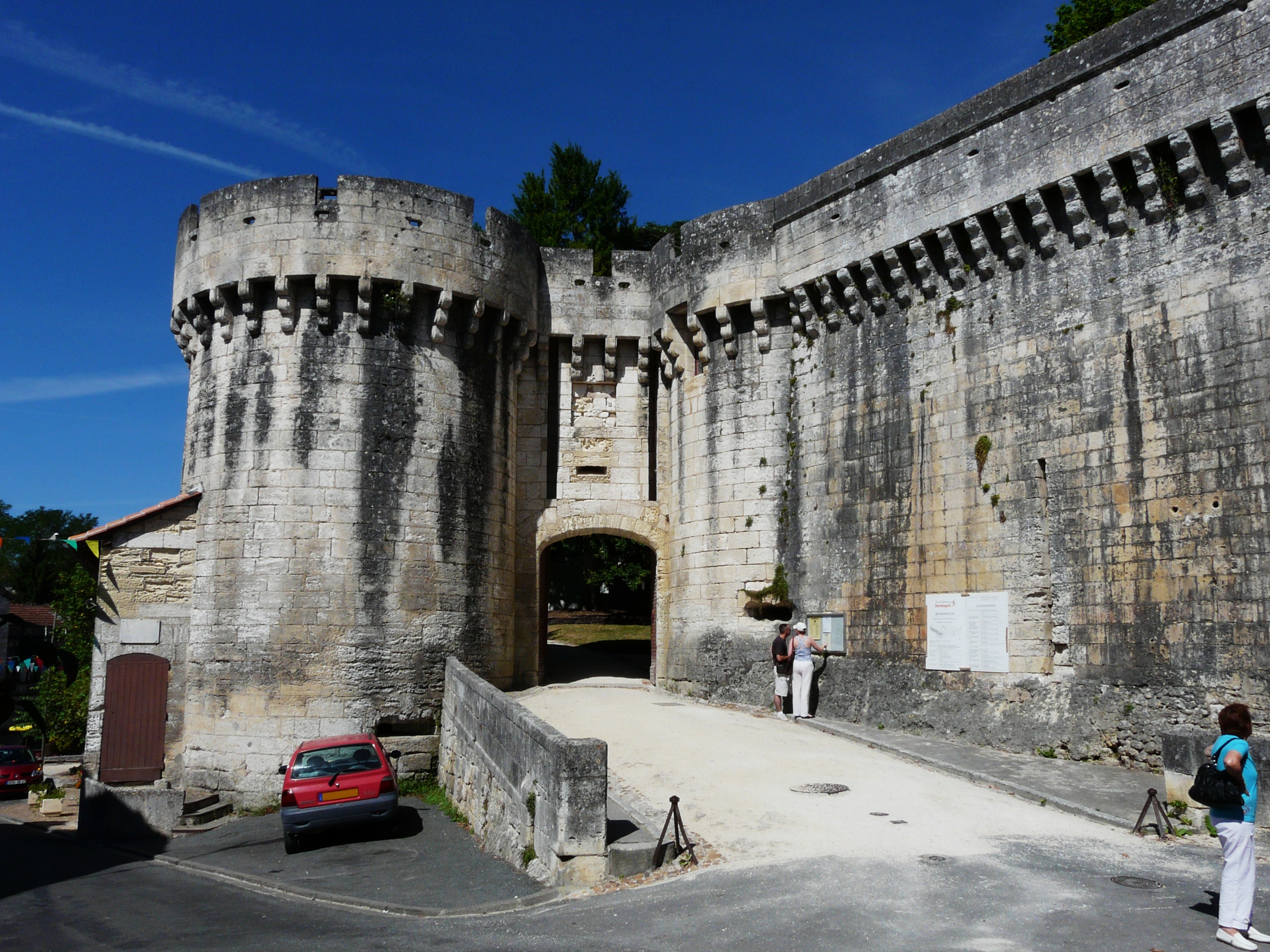
L'entrée du château.
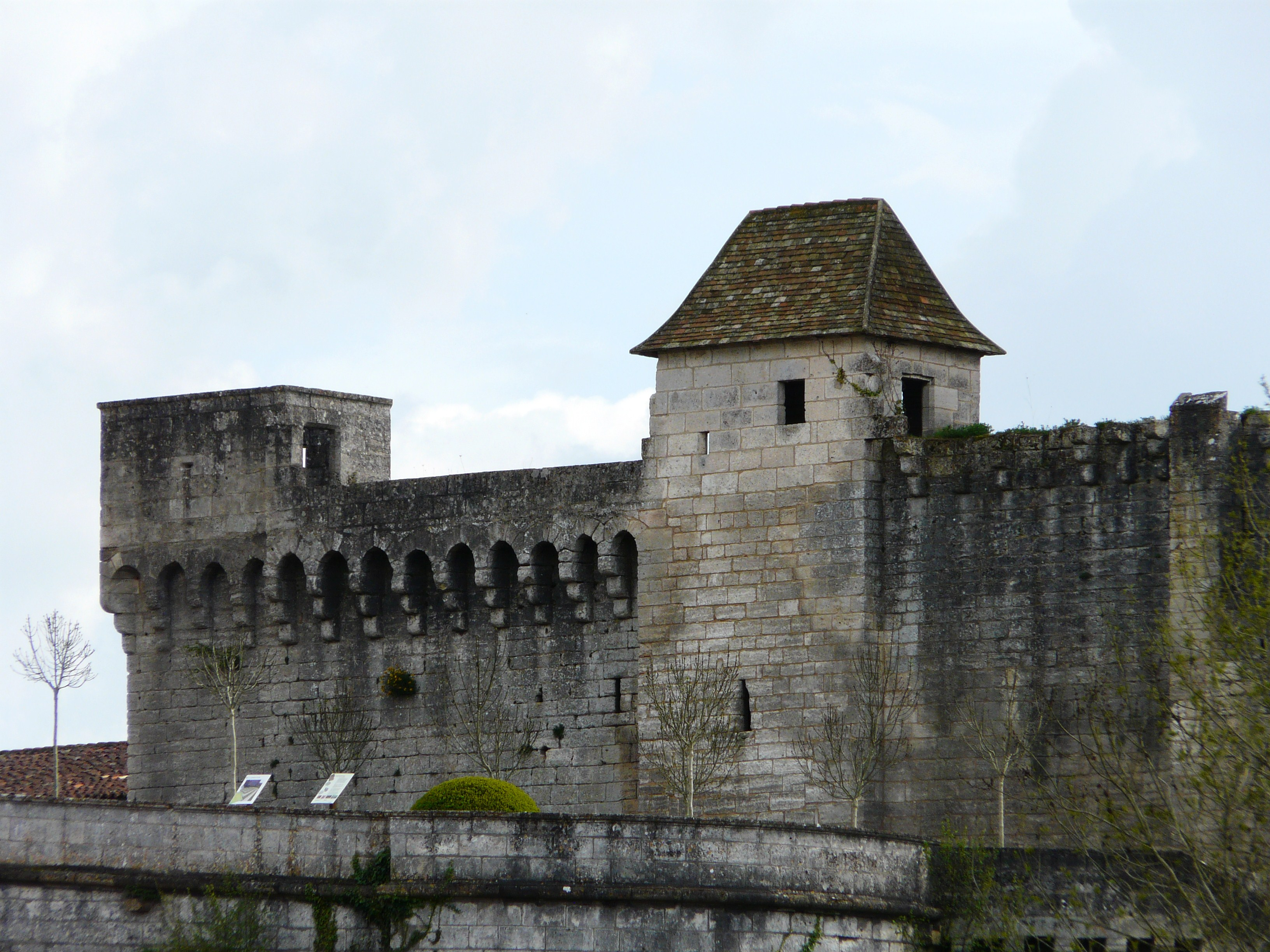
La forteresse médiévale.
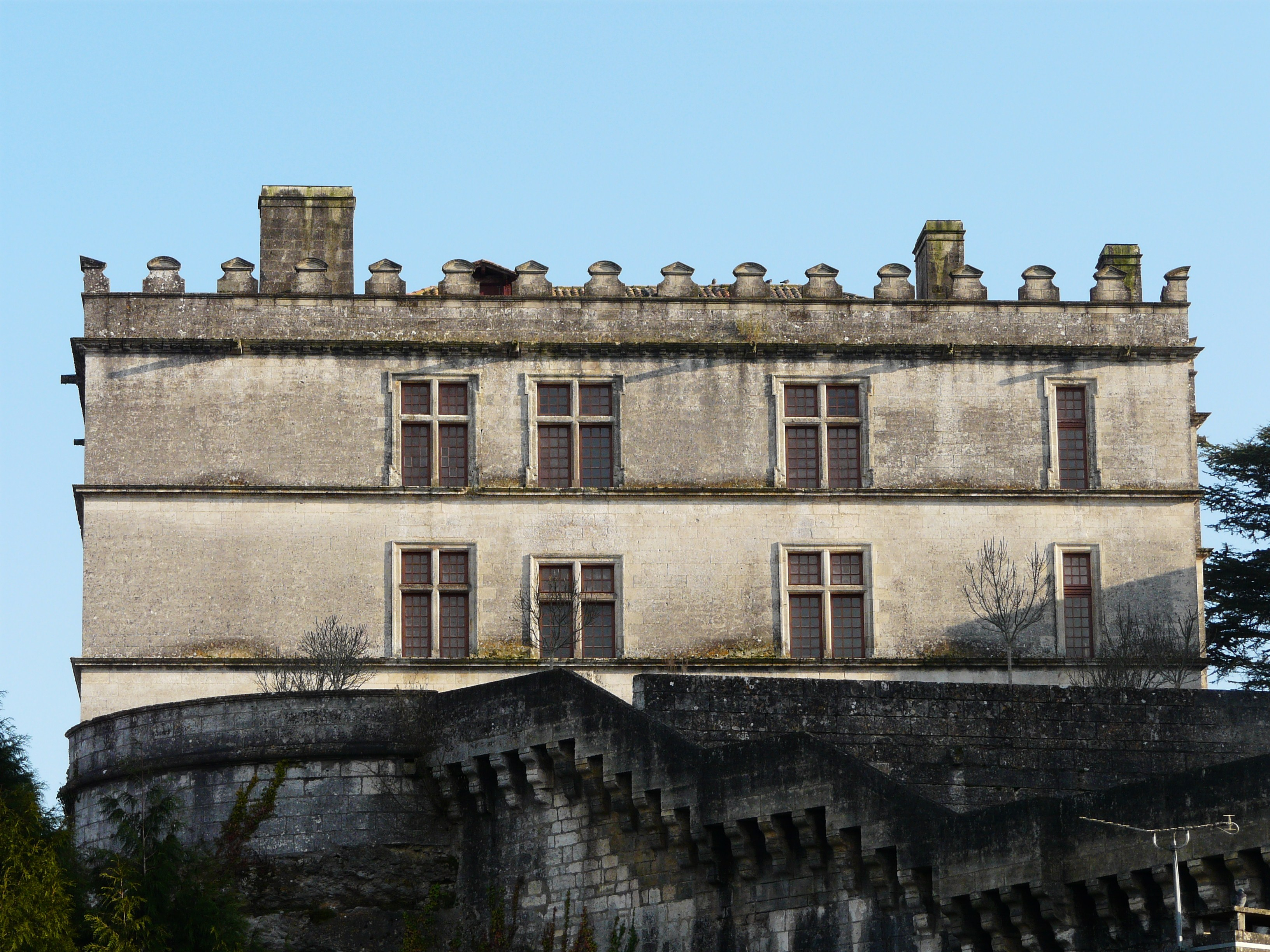
Le pavillon Renaissance.
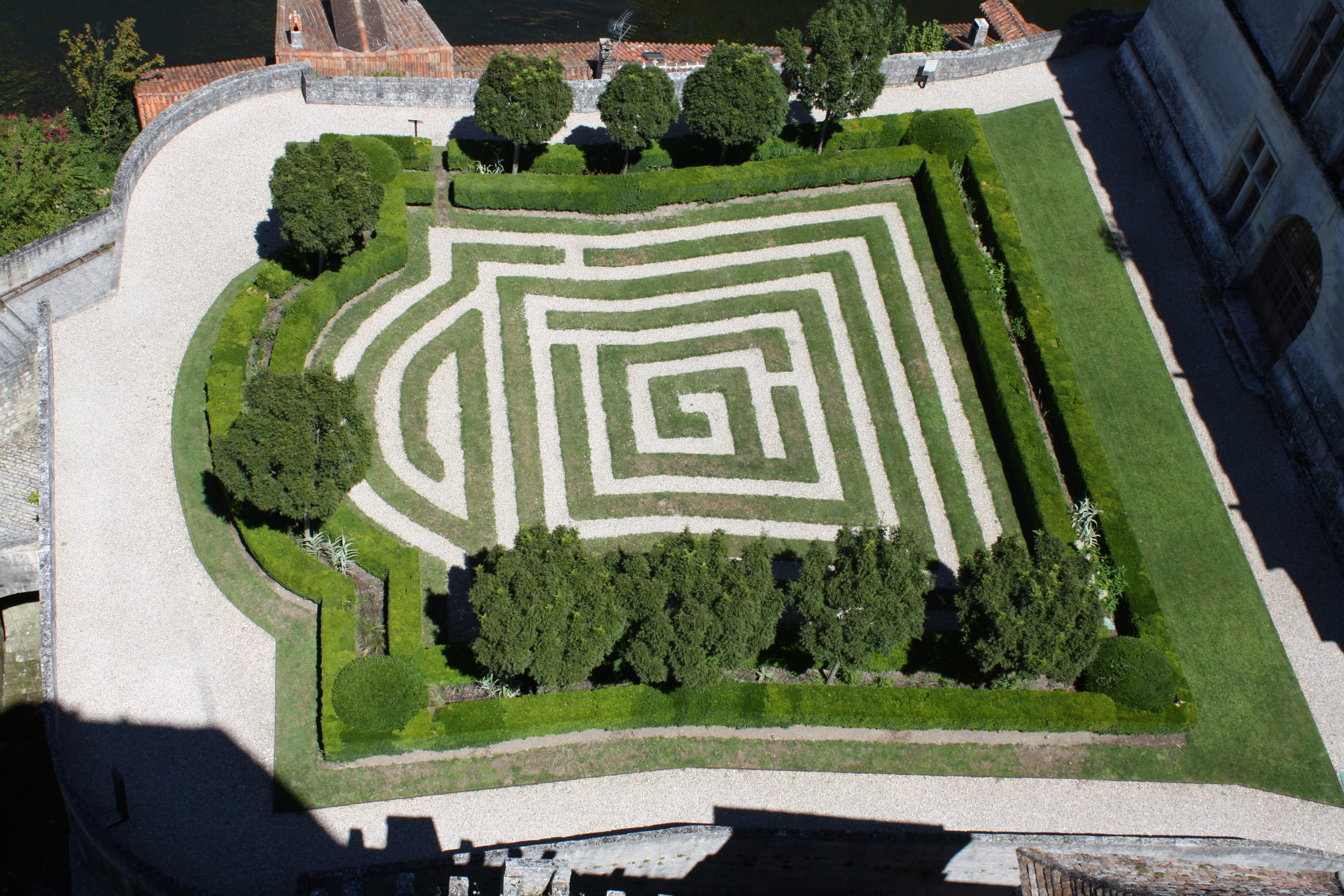
Le labyrinthe des jardins du château.

- Château des Francilloux, datant de 1863, ancienne demeure des familles de Meyjounissas et Boissat de Mazerat[83].
- Château de Mazerat, datant de 1840, ancienne demeure de la famille Boissat de Mazerat, XIXe siècle[84].
- Château de la Valade, XVIIe et XVIIIe siècles[85].
- Château Étourneau, XIIIe au XVIe siècle[86].
- Maison du Sénéchal, XVe au XVIIe siècle, inscrite en 1971 au titre des monuments historiques pour ses façades et toitures[87],[88].

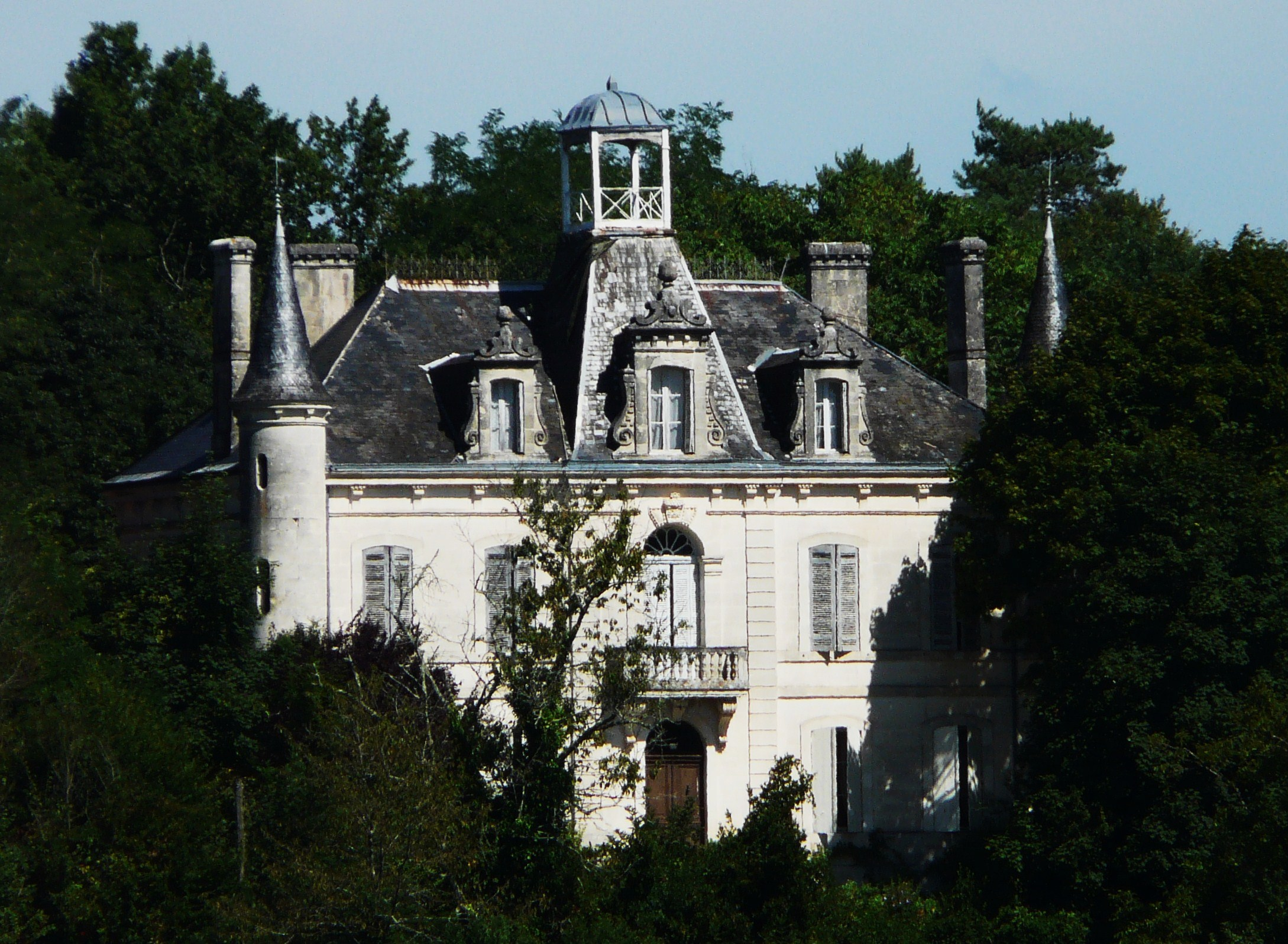
Le château des Francilloux.
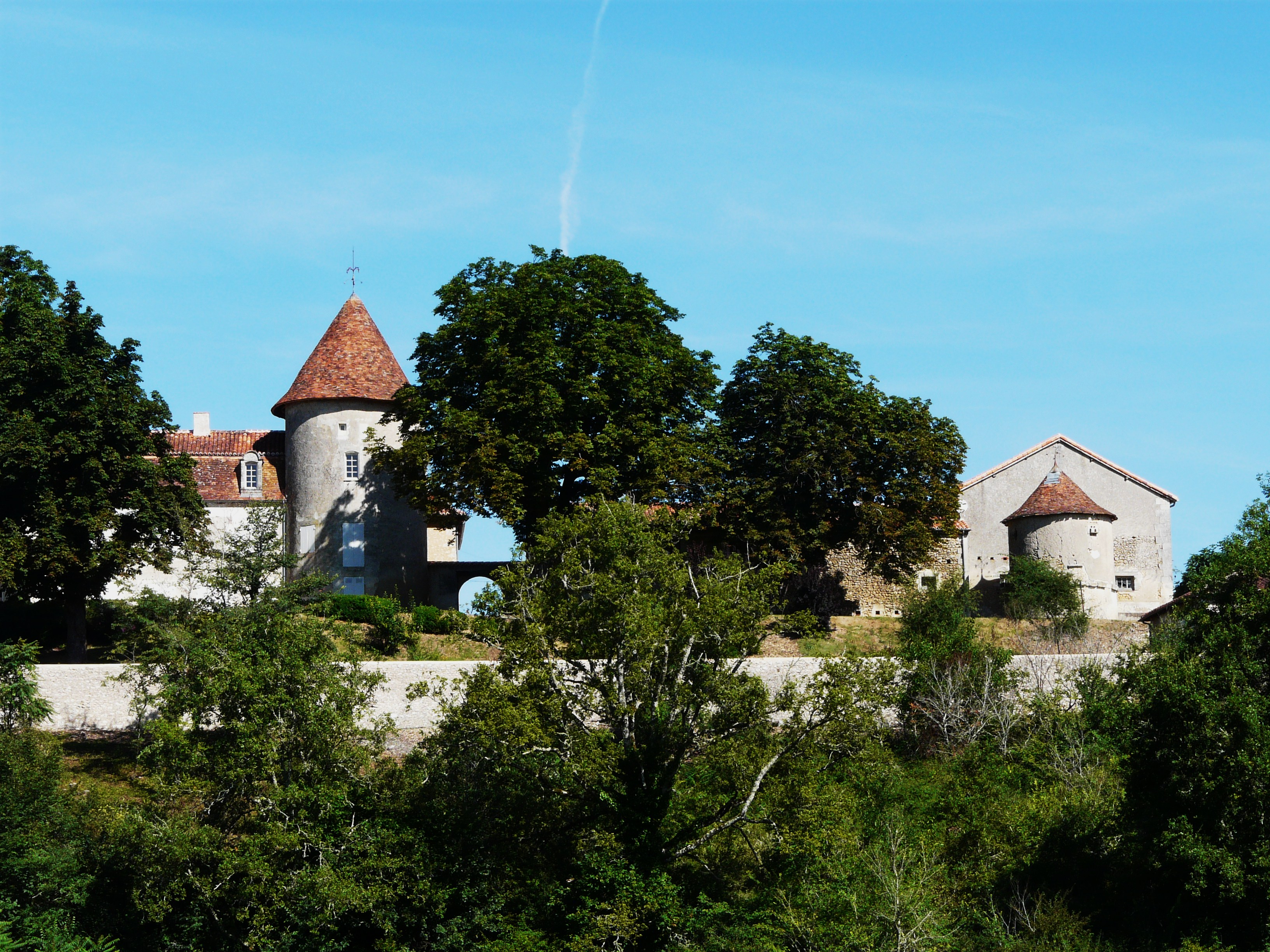
Le château de la Valade et son pigeonnier.
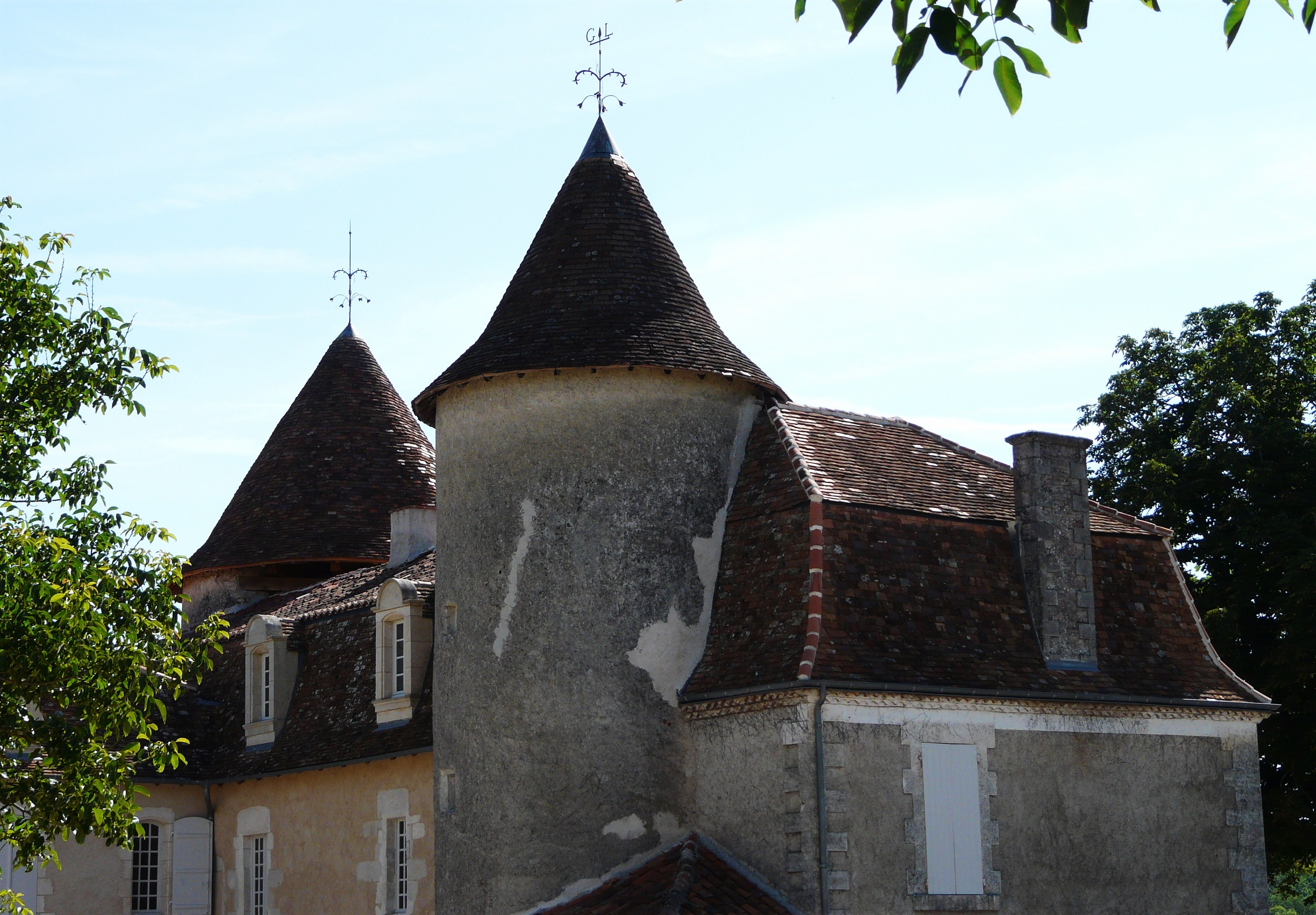
Le château de la Valade.
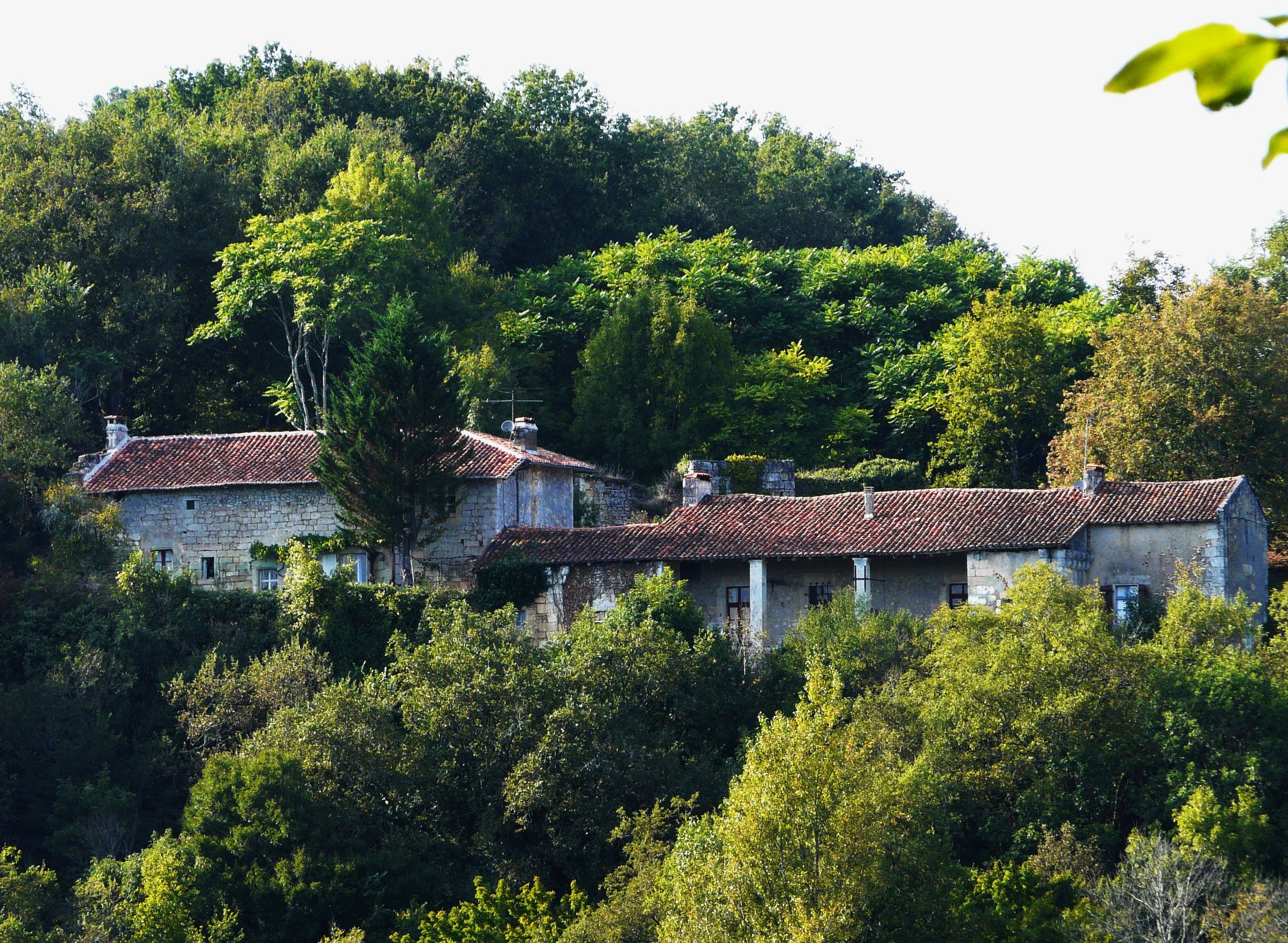
Le château Étourneau.
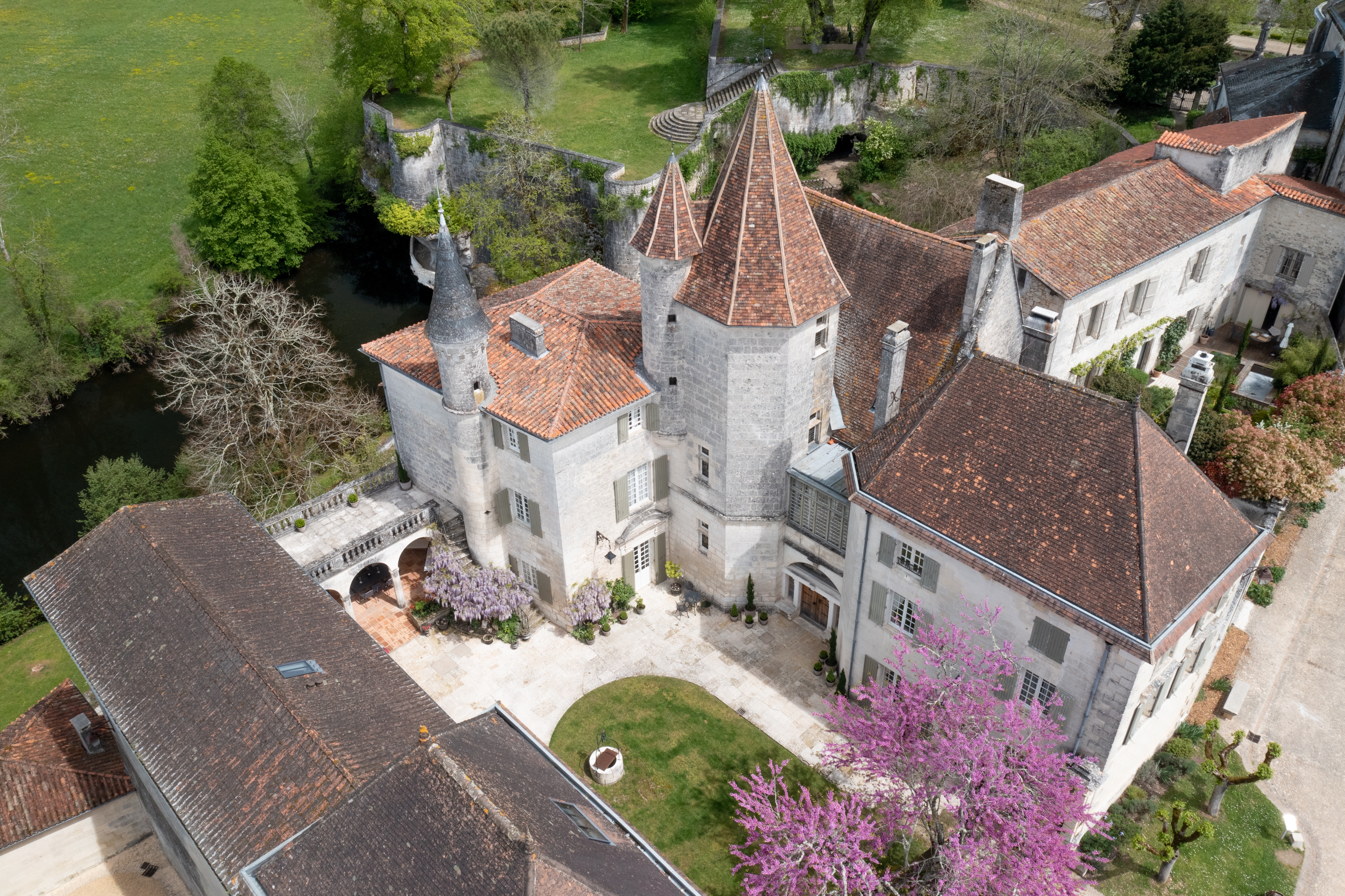
La maison du Sénéchal.

- Manoir de la Faurie, XVIe et XVIIIe siècles[89].
- Manoir de la Rigeardie, XVIe et XVIIe siècles, et son pigeonnier[90].
- Manoir Fonseigner.
- Vieux pont à avant-becs, datant du XIVe siècle, reconstruit au XVIIIe siècle après les crues de 1735, inscrit au titre des monuments historiques depuis 1987[91],[92].

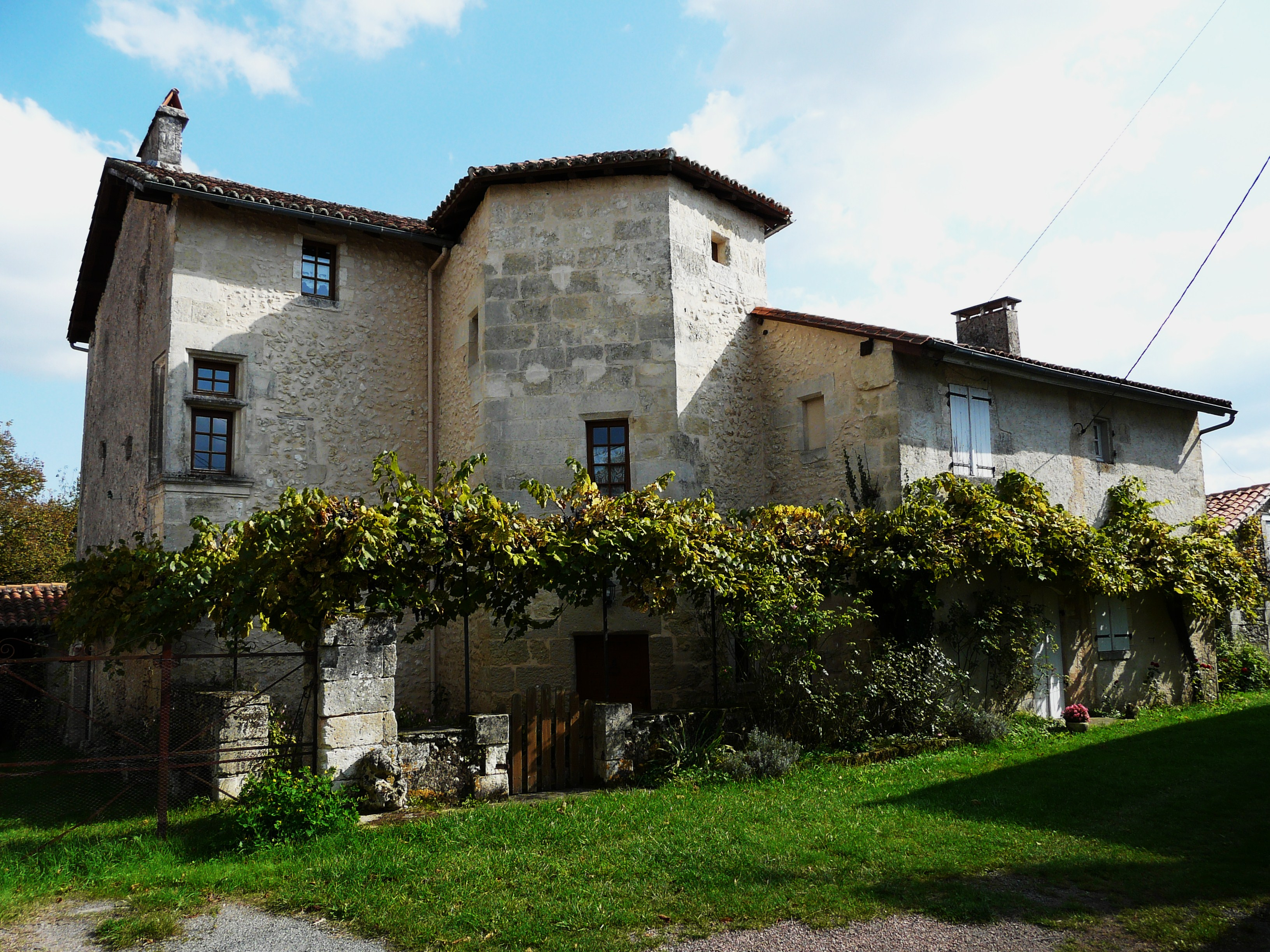
Le manoir de la Faurie.
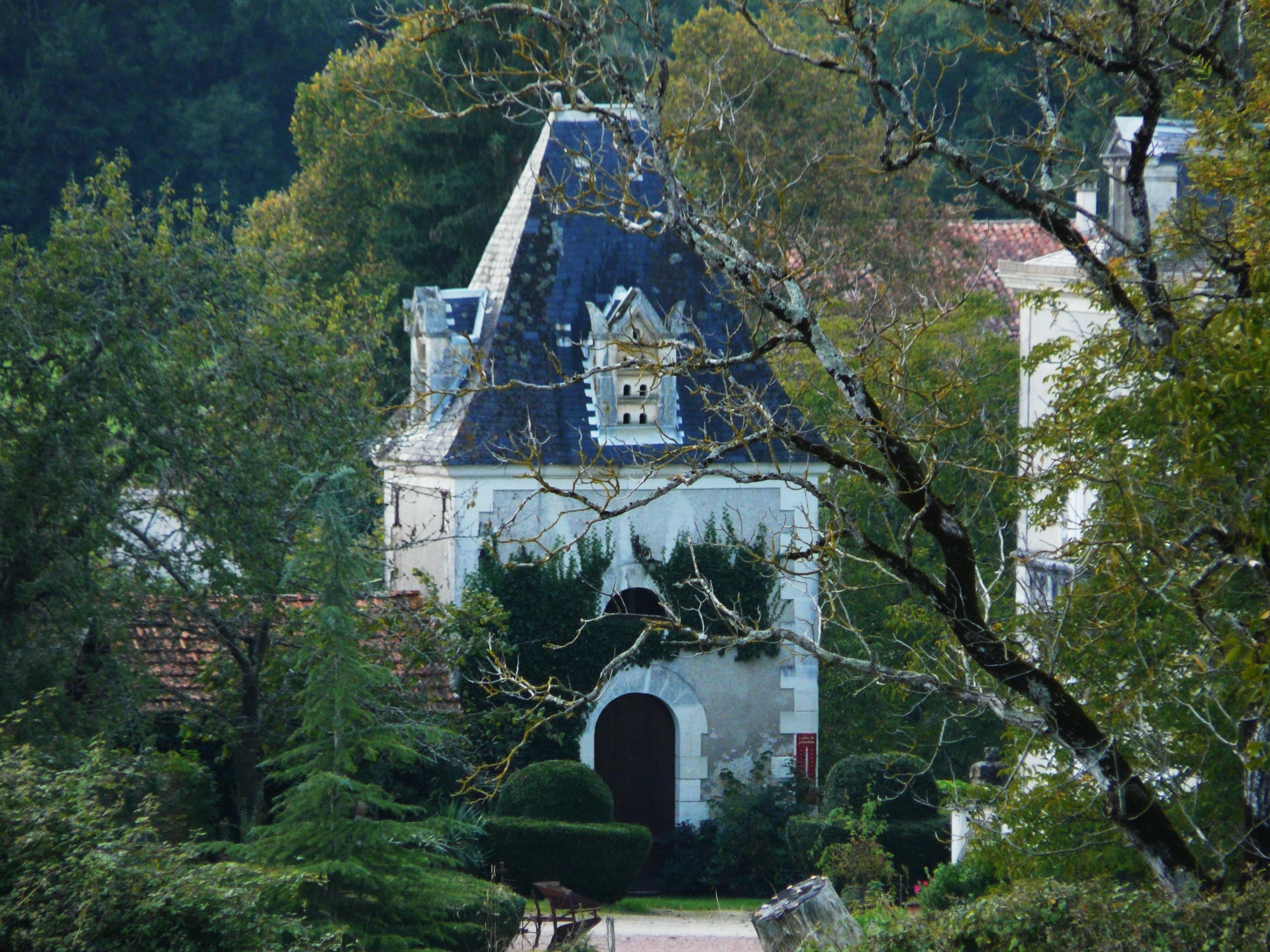
Le pigeonnier de la Rigeardie.
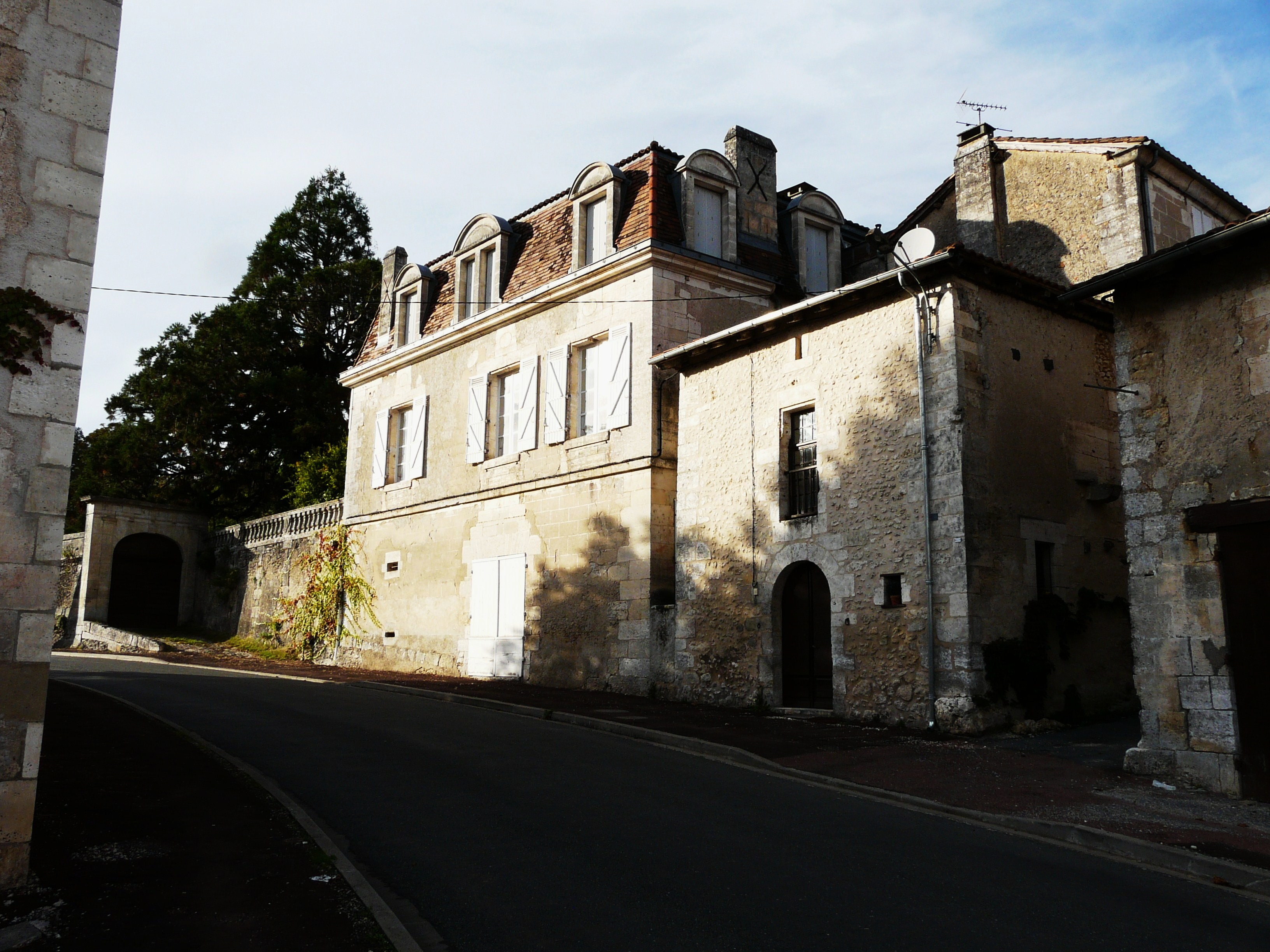
Le manoir de Fonseigner.
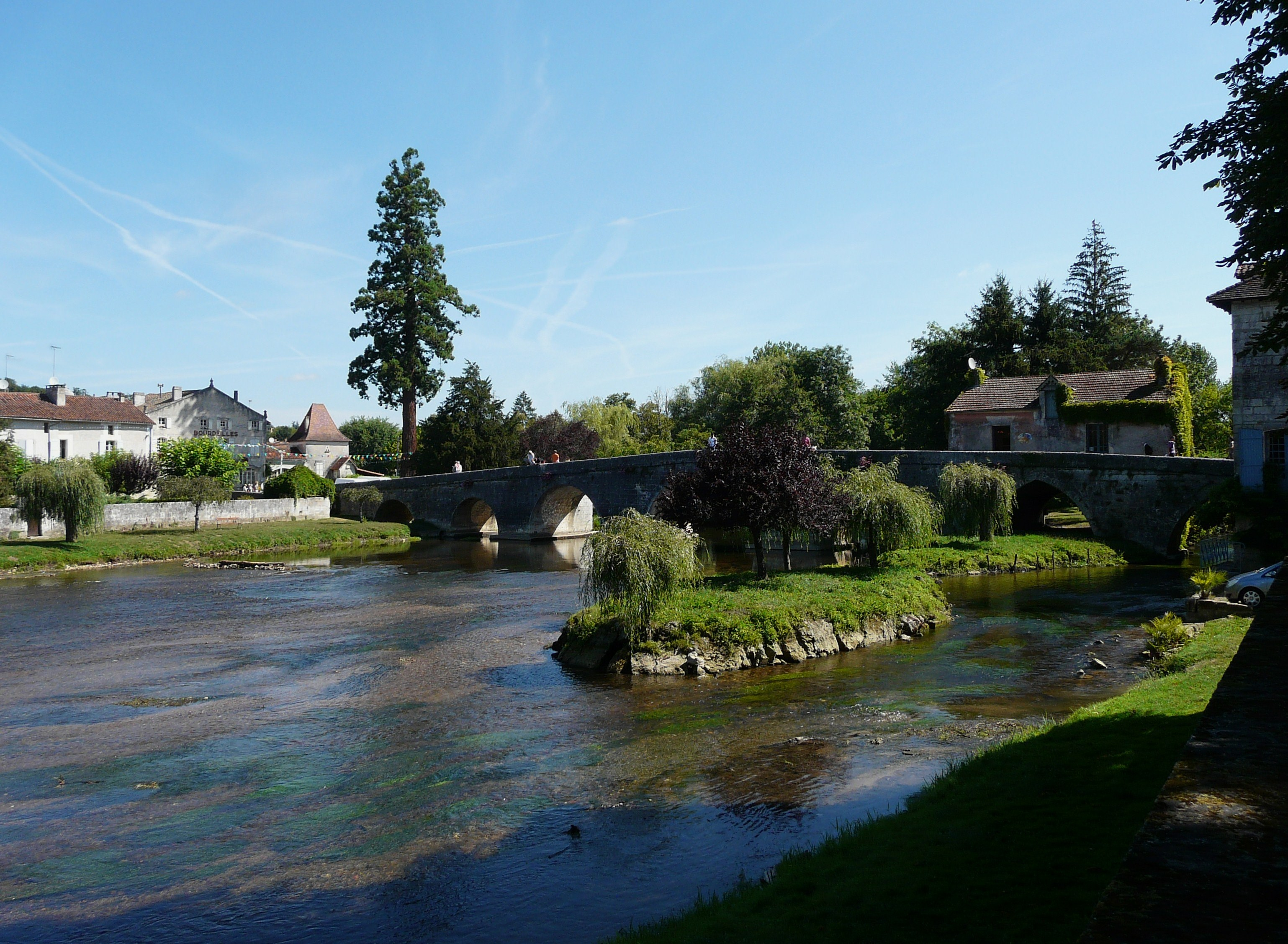
La Dronne et le vieux pont.
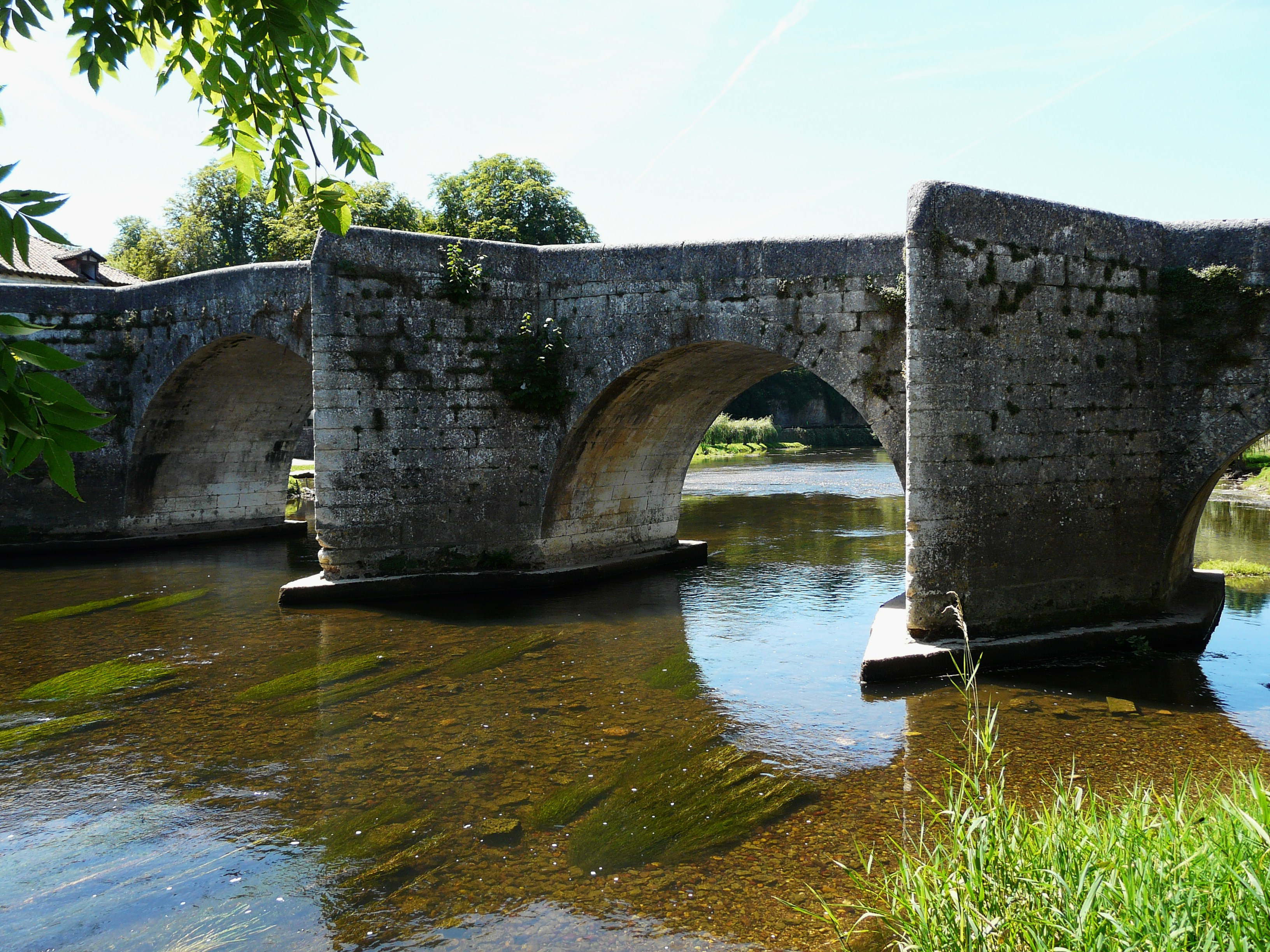
Avant-becs du vieux pont.

- Moulin de Bourdeilles, XVIIIe siècle[93].
- Puits de Fontas : gouffre inondé.
- Falaise de la Forge du Boulou, haute d'une trentaine de mètres, site d'escalade en rive gauche du Boulou, accessible par le bas uniquement à partir de la commune de Paussac-et-Saint-Vivien.

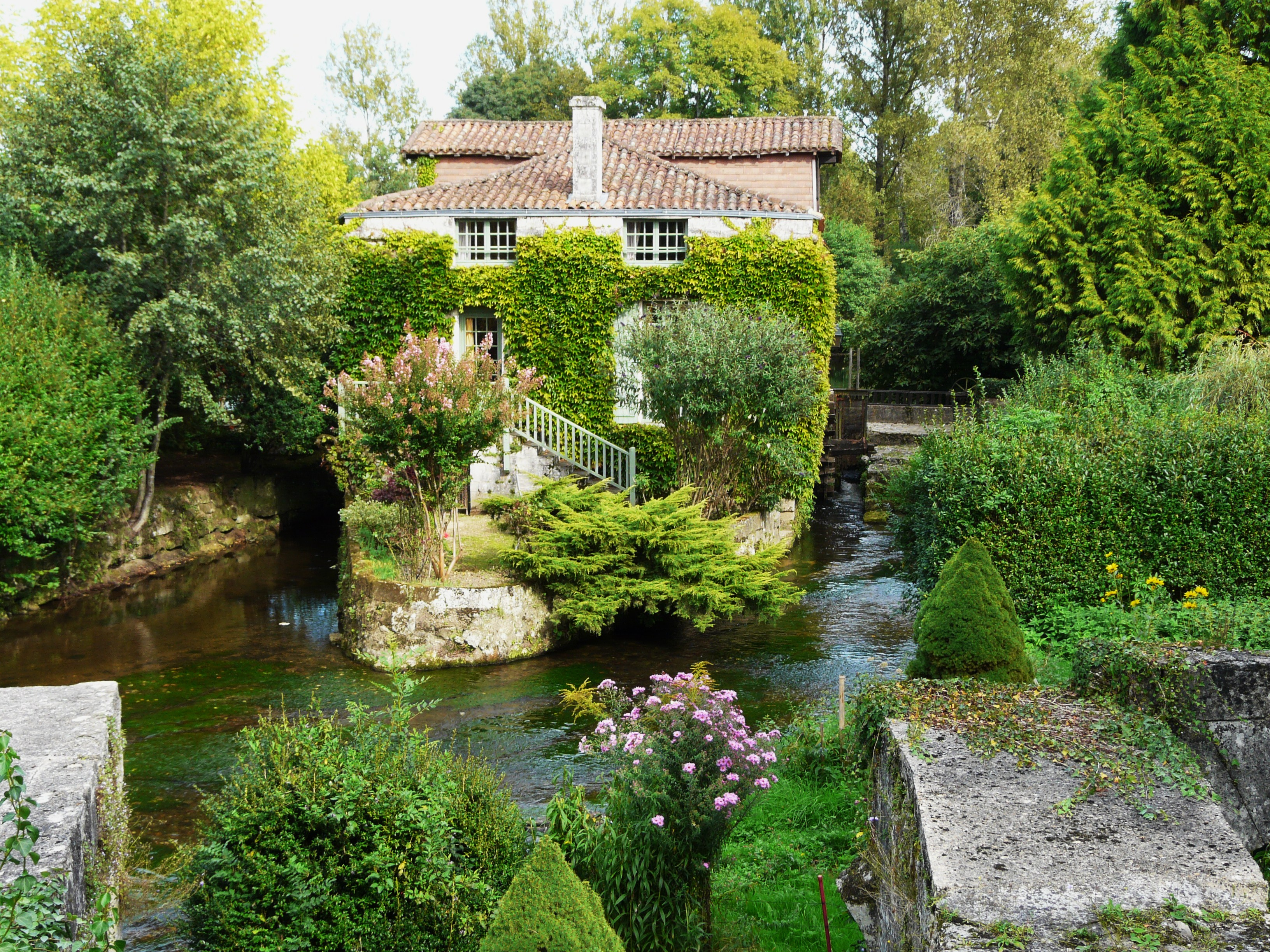
Le moulin de Bourdeilles.
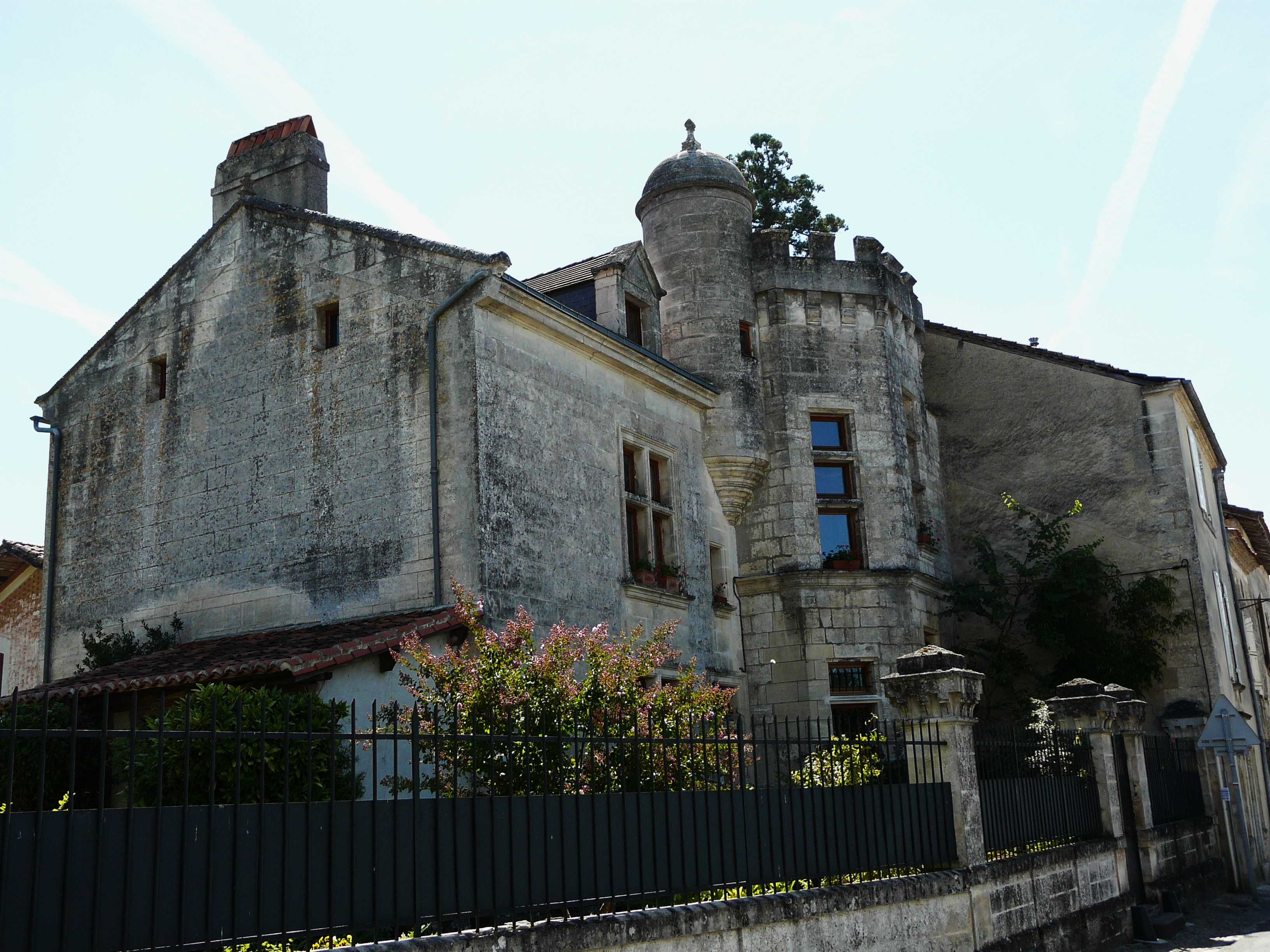
Maison noble du faubourg Notre-Dame.
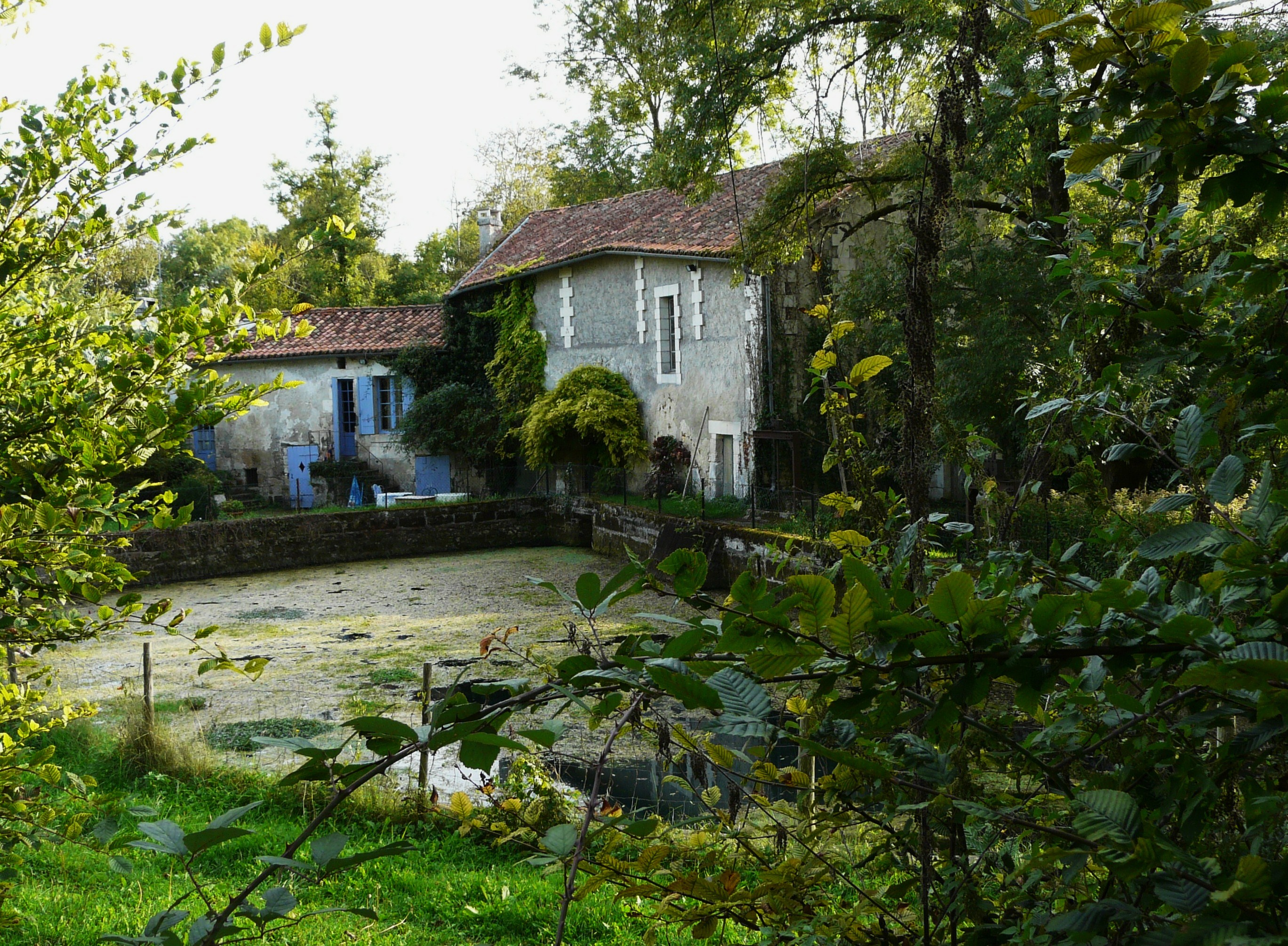
Le puits et le moulin de Fontas.
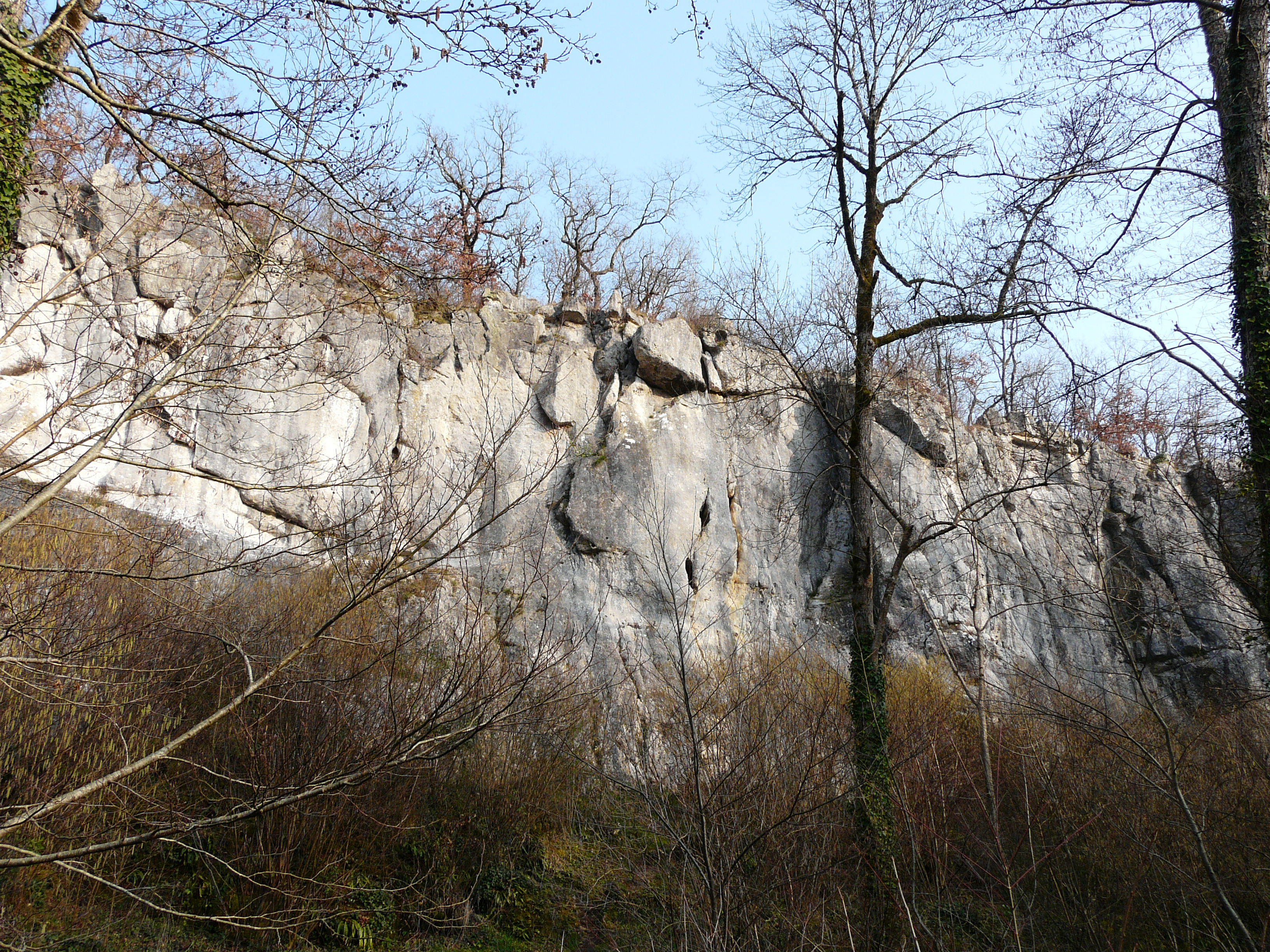
La falaise de la Forge du Boulou.
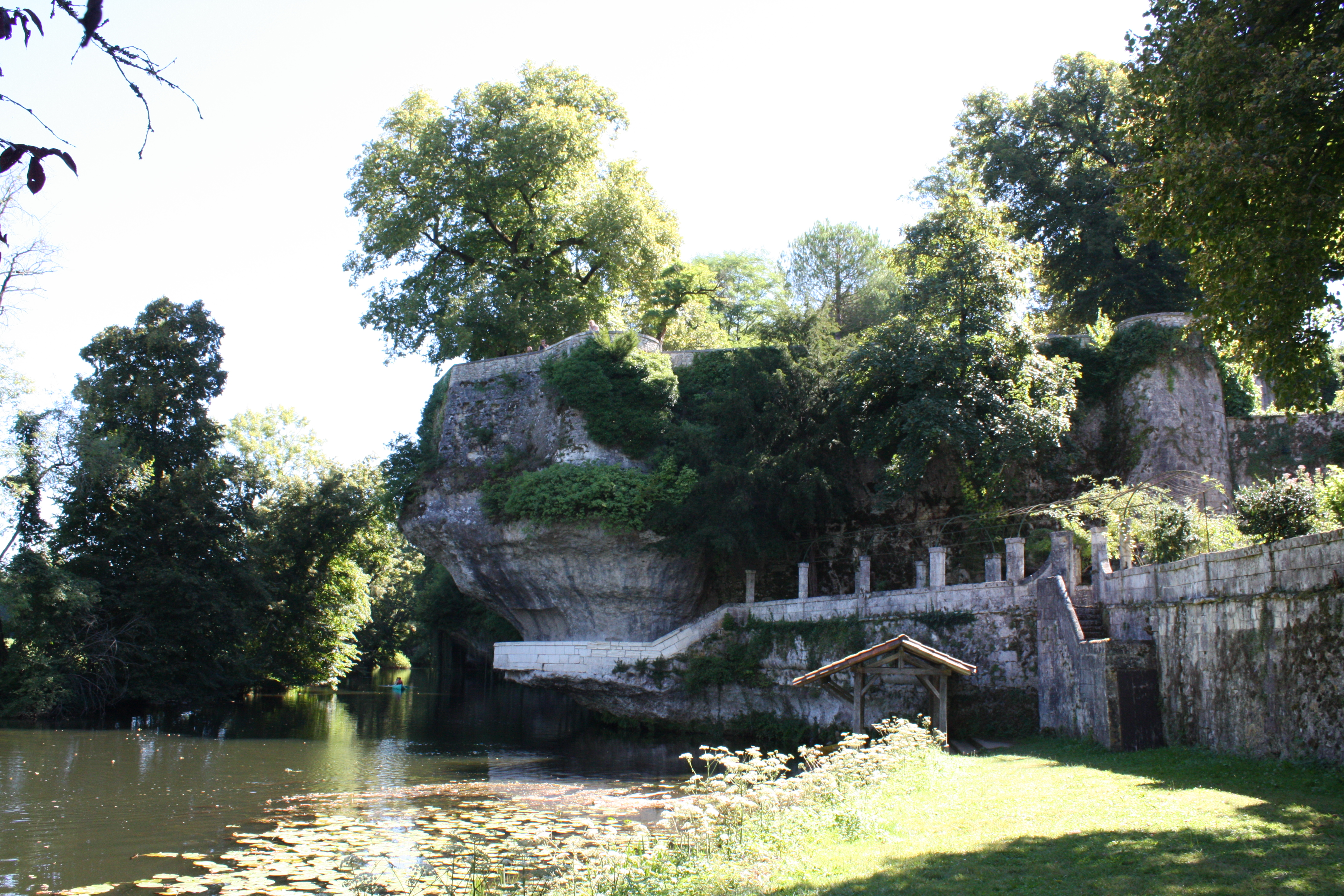
Le lavoir du bourg, au bord de la Dronne.

- Gisement préhistorique des Moneries, datant du Paléolithique supérieur, avec le promontoire du Fourneau-du-Diable, classés au titre des monuments historiques[94], propriété privée.
- Gisement préhistorique du Pont d'Ambon, datant de l'Azilien, inscrit en 2007 au titre des monuments historiques[95], propriété privée.
- Grotte du Trou de la Chèvre, datant du Paléolithique, inscrite en 1997 aux monuments historiques[96], propriété privée.
- Gisement préhistorique des Bernoux, inscrit au titre des monuments historiques[97], propriété privée.

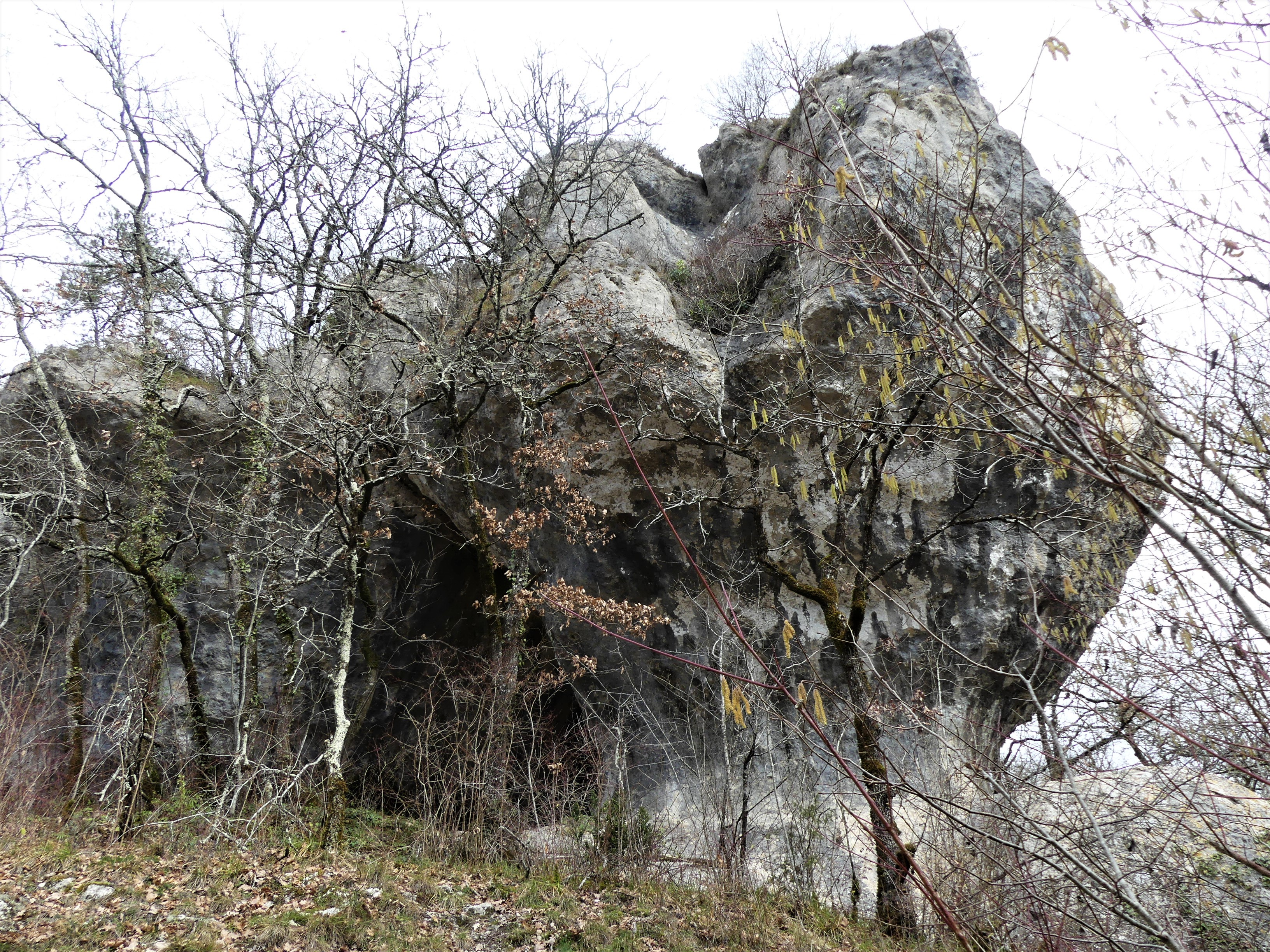
Le Fourneau-du-Diable.
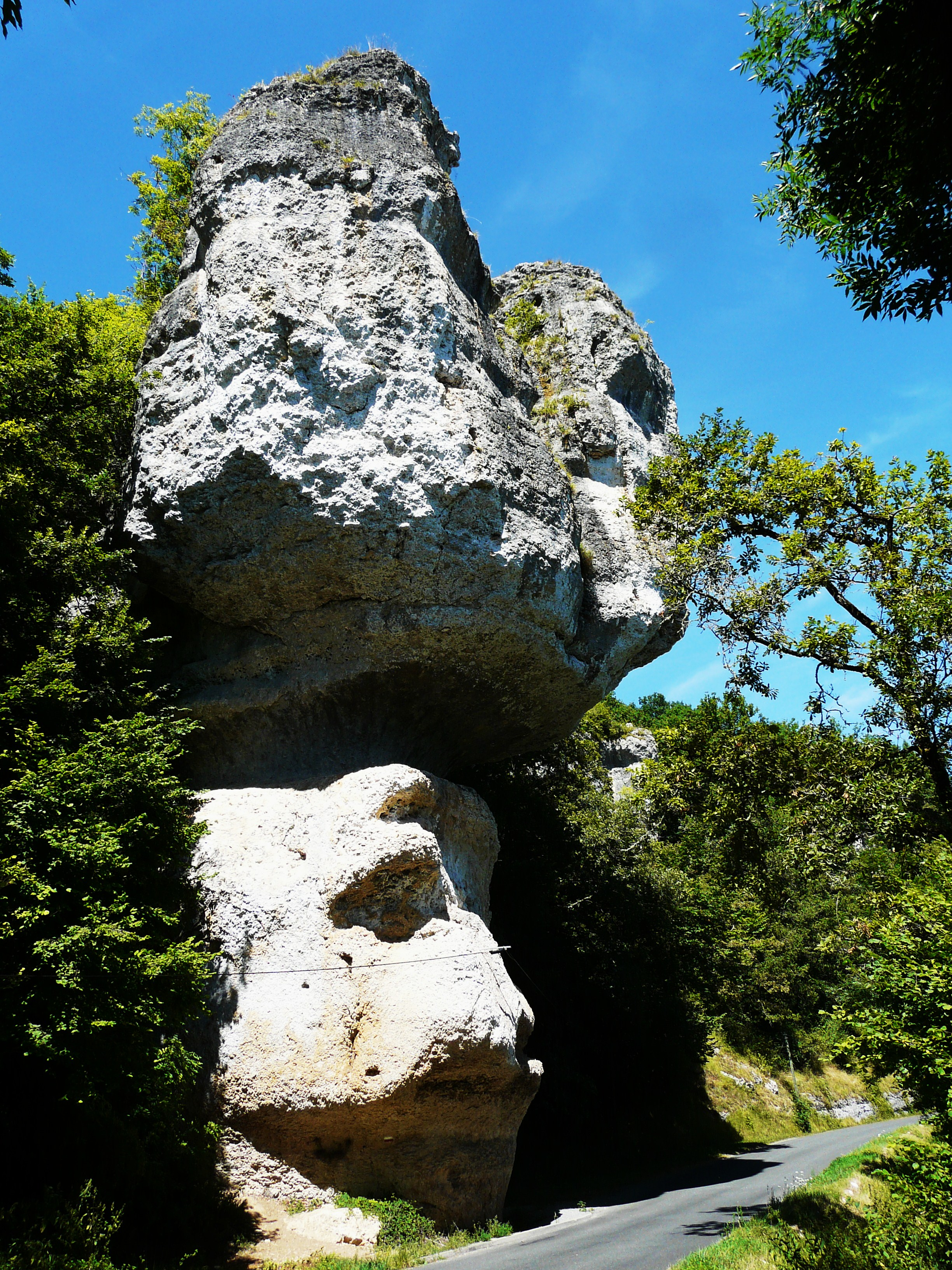
Le Grand Rocher, proche du Fourneau-du-Diable.
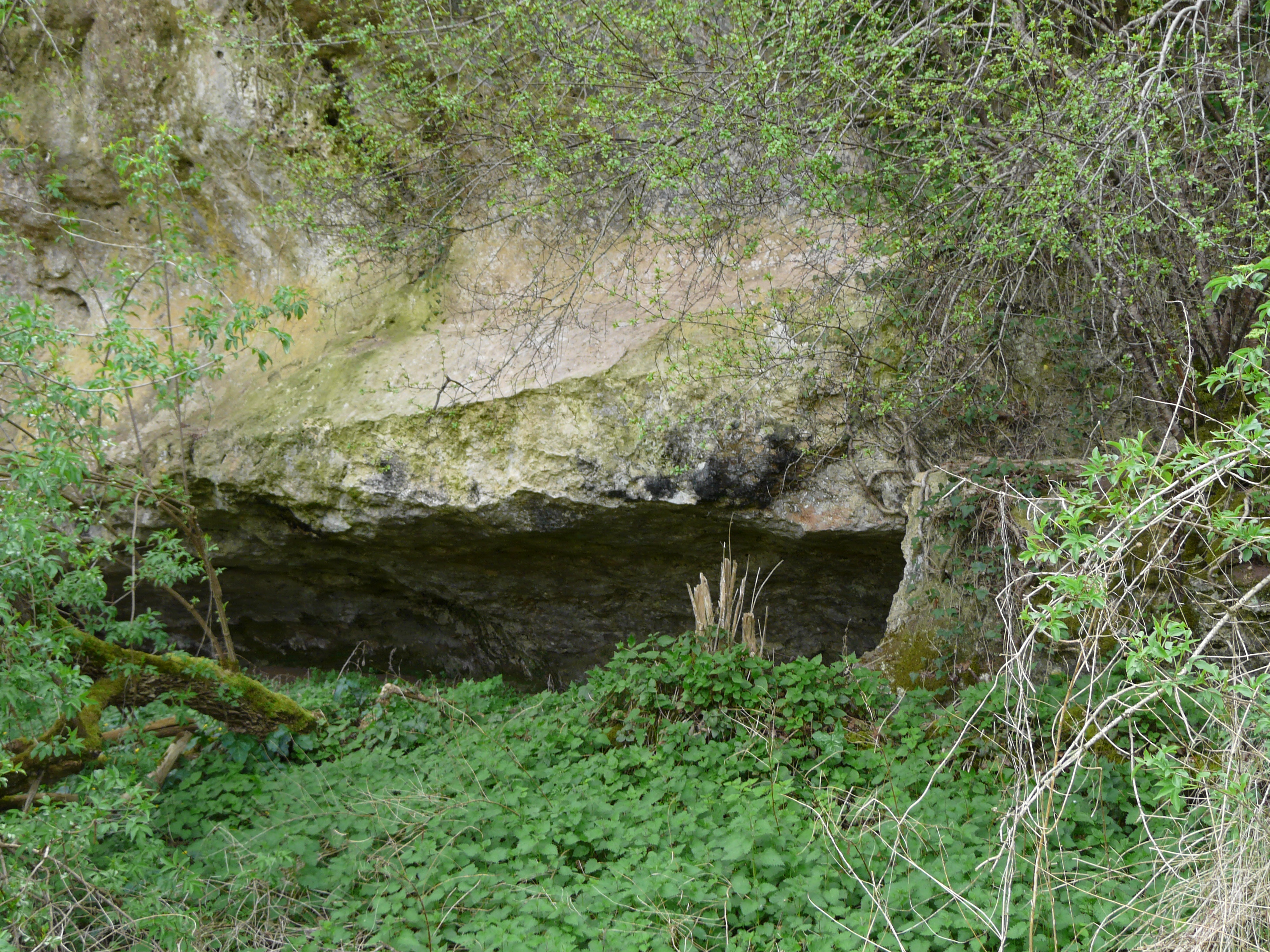
L'abri sous roche du Pont d'Ambon.
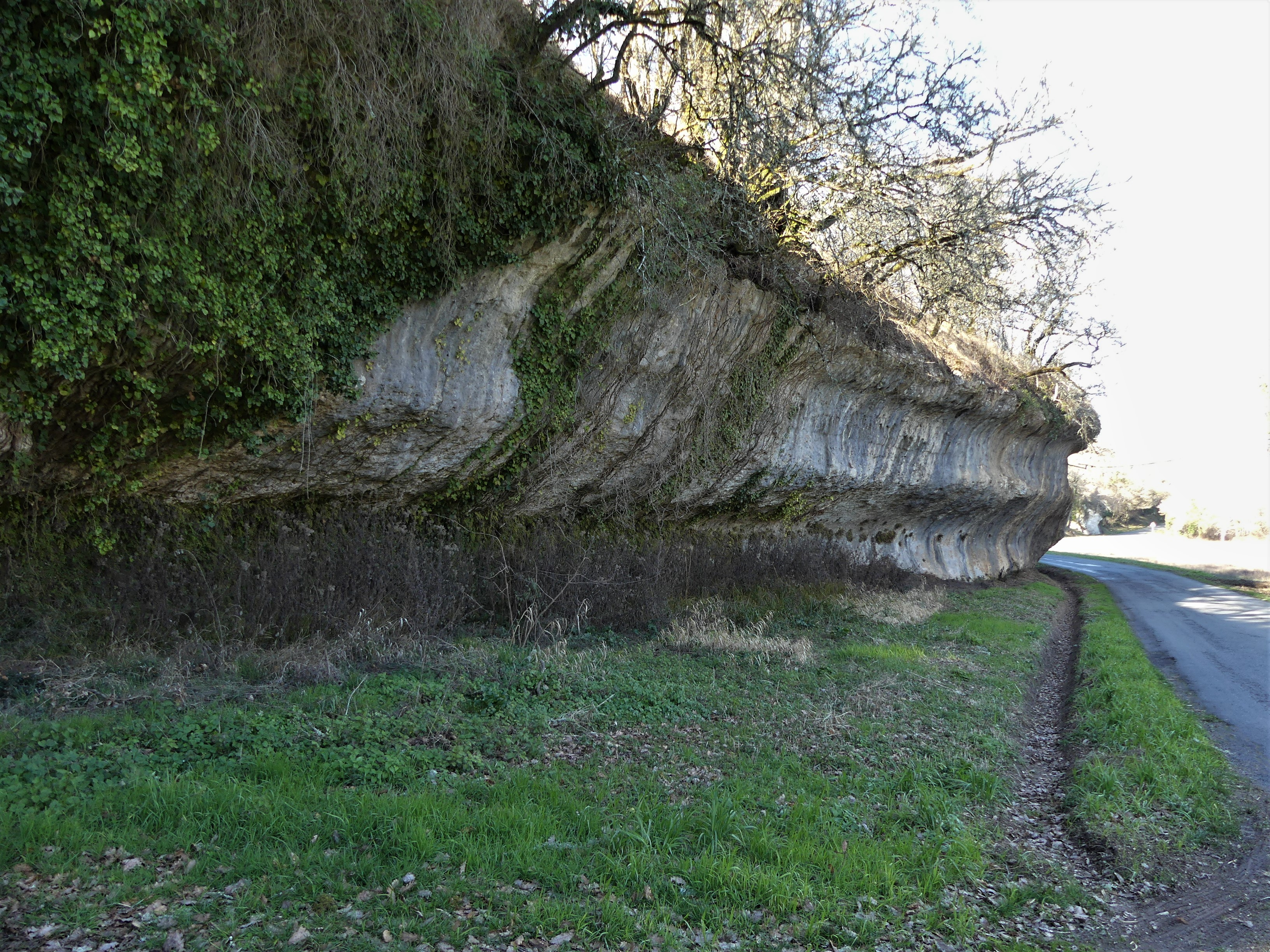
Rochers près du trou de la Chèvre.
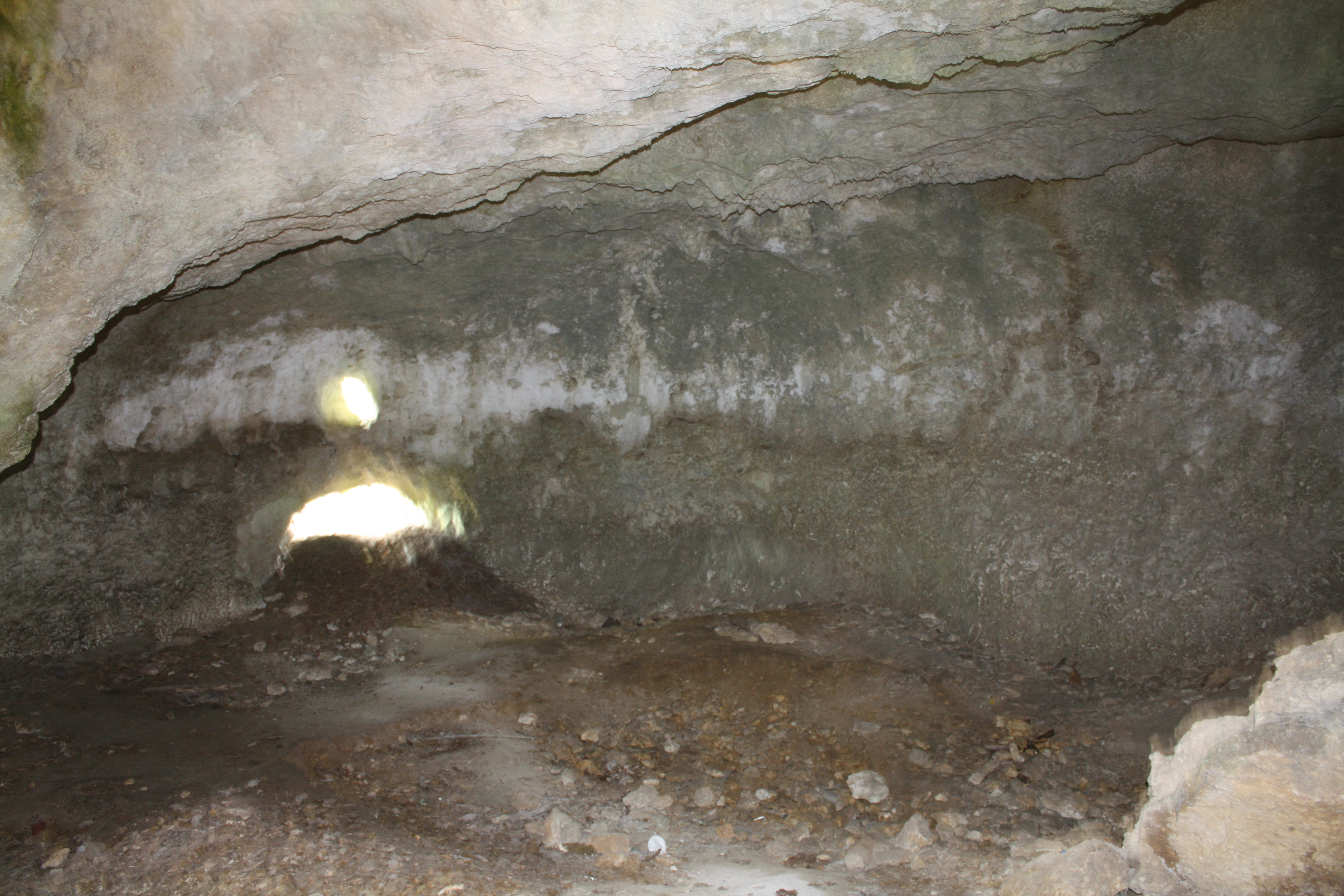
La grotte des Bernoux.

#### Patrimoine religieux
- Église paroissiale Saint-Pierre-ès-Liens, XVe et XIXe siècles[98] avec un lanternon décoratif au-dessus de la sacristie, ressemblant à une lanterne des morts.
- Chapelle Notre-Dame, XVIIe siècle[99].
- Ancienne chapelle Saint Jean, XVe et XIXe siècles, aujourd'hui maison d'habitation[100].

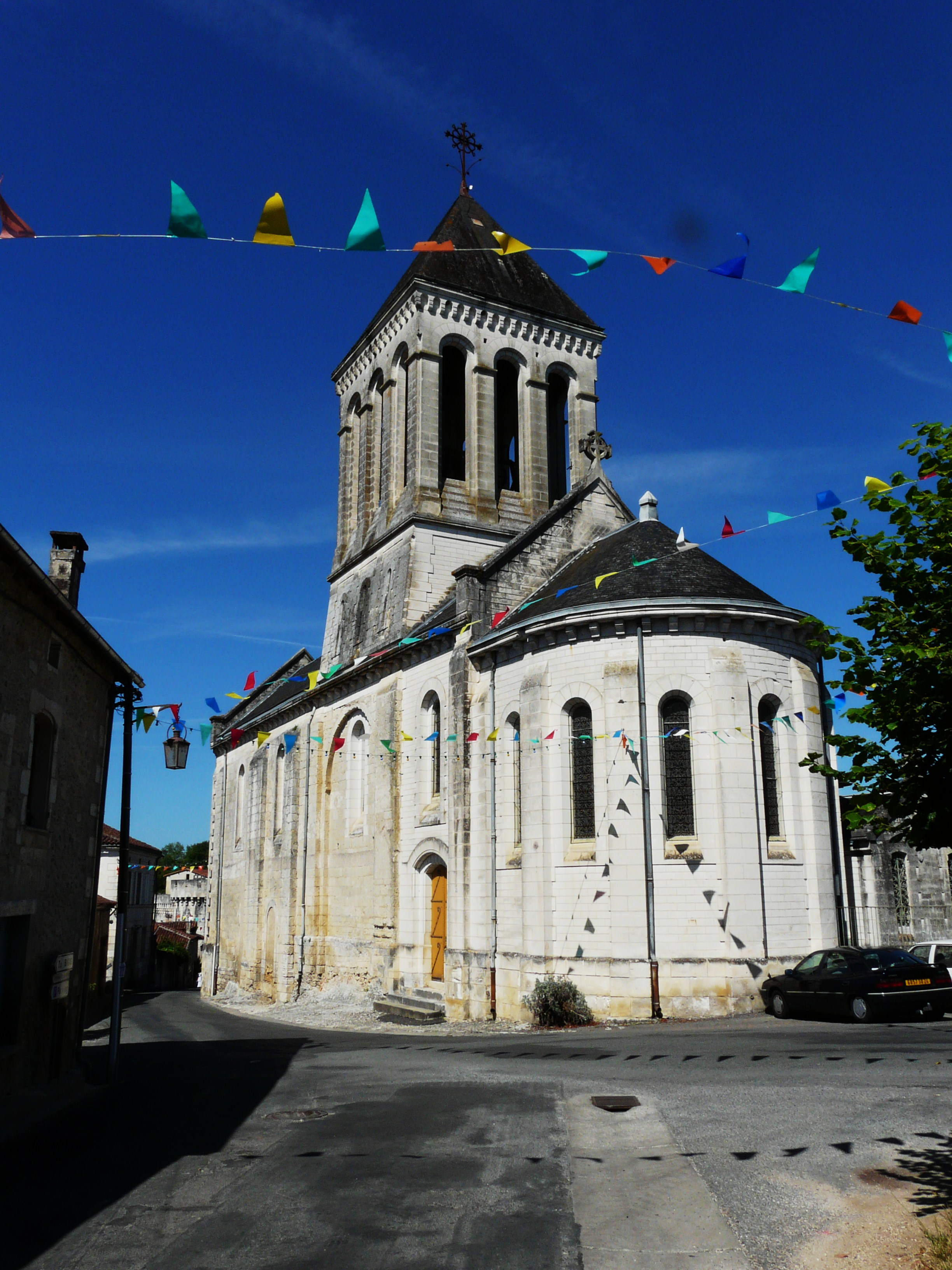
L'église Saint-Pierre-ès-Liens.
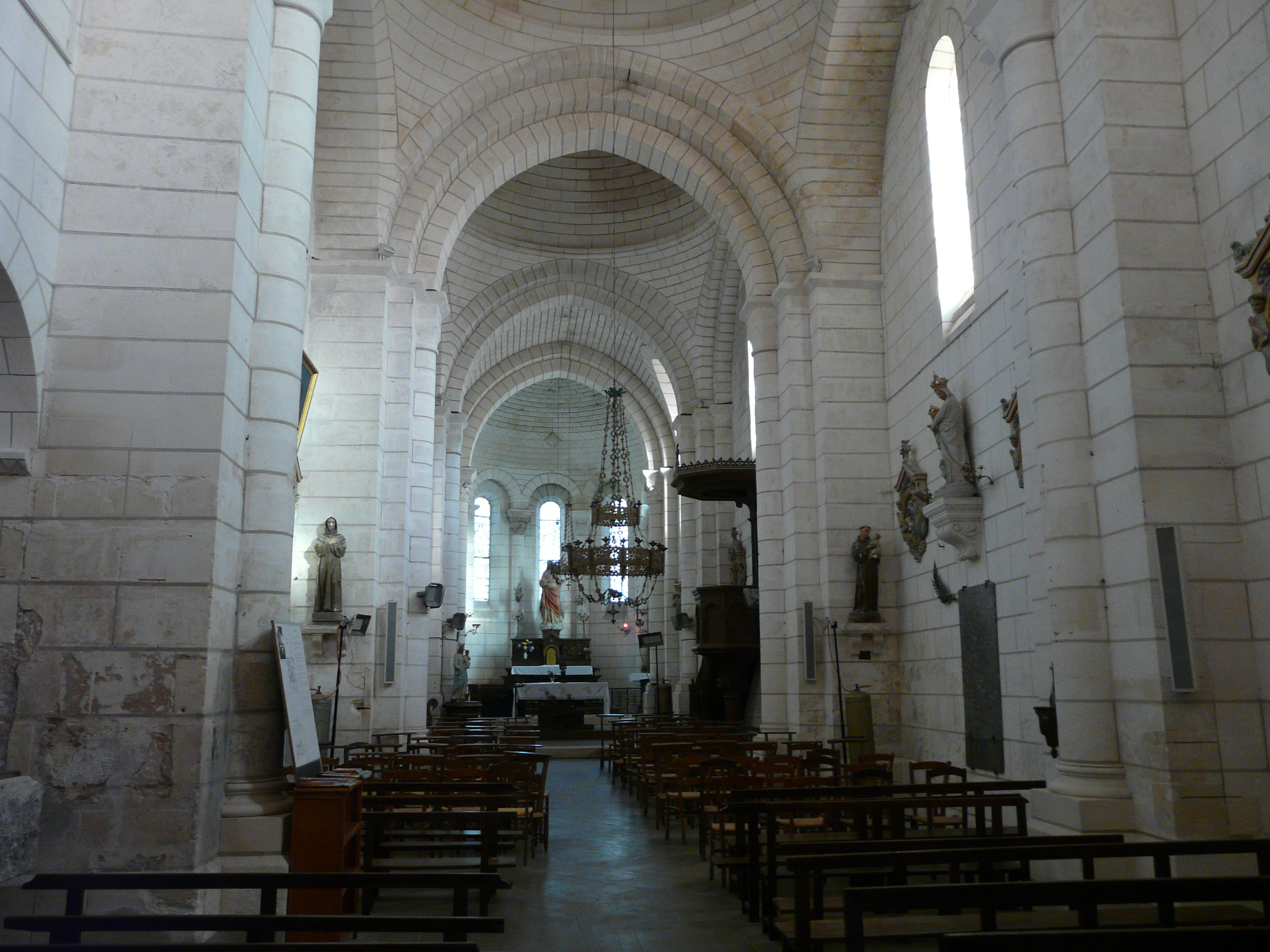
Sa nef.
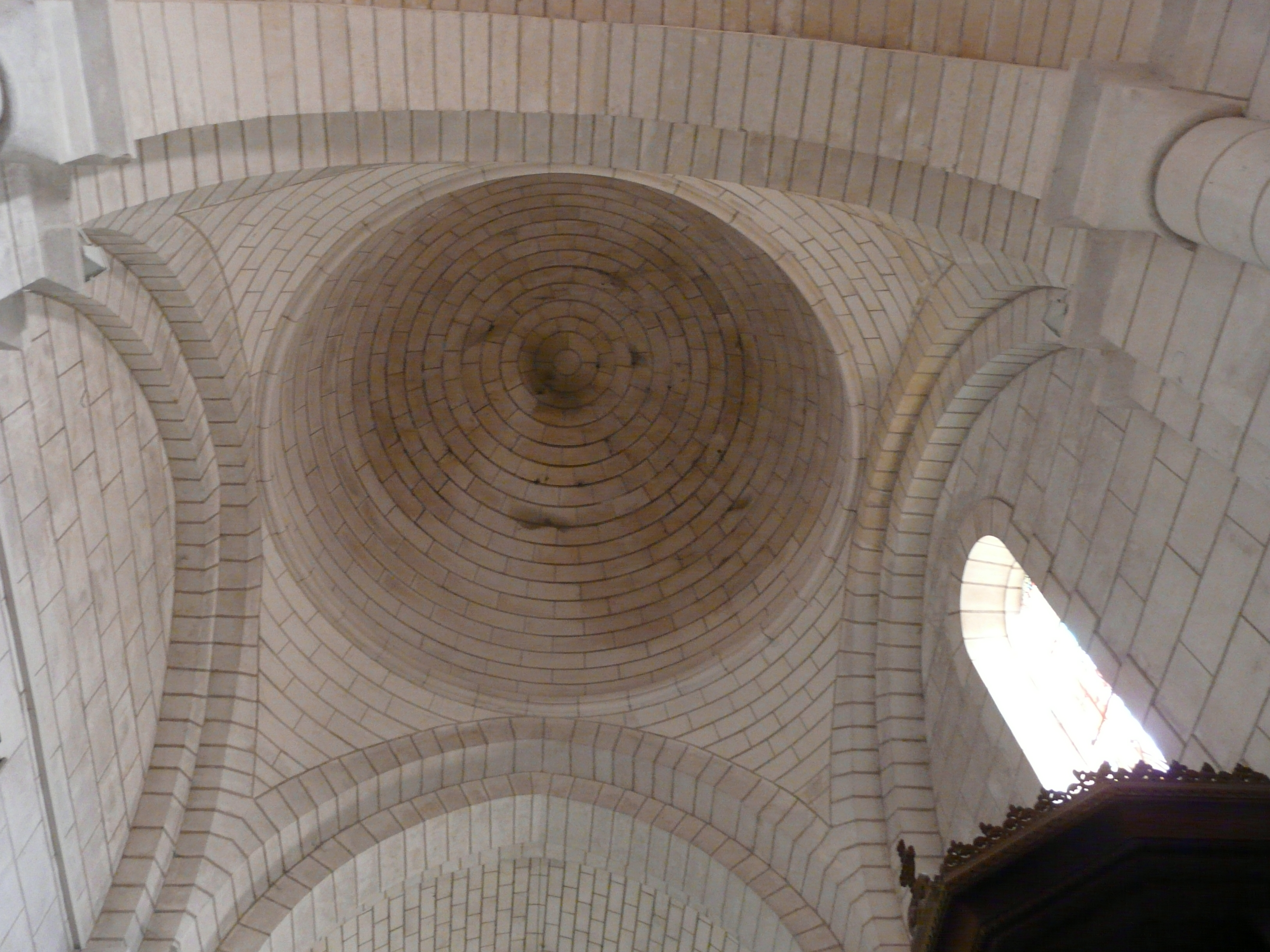
Sa coupole.
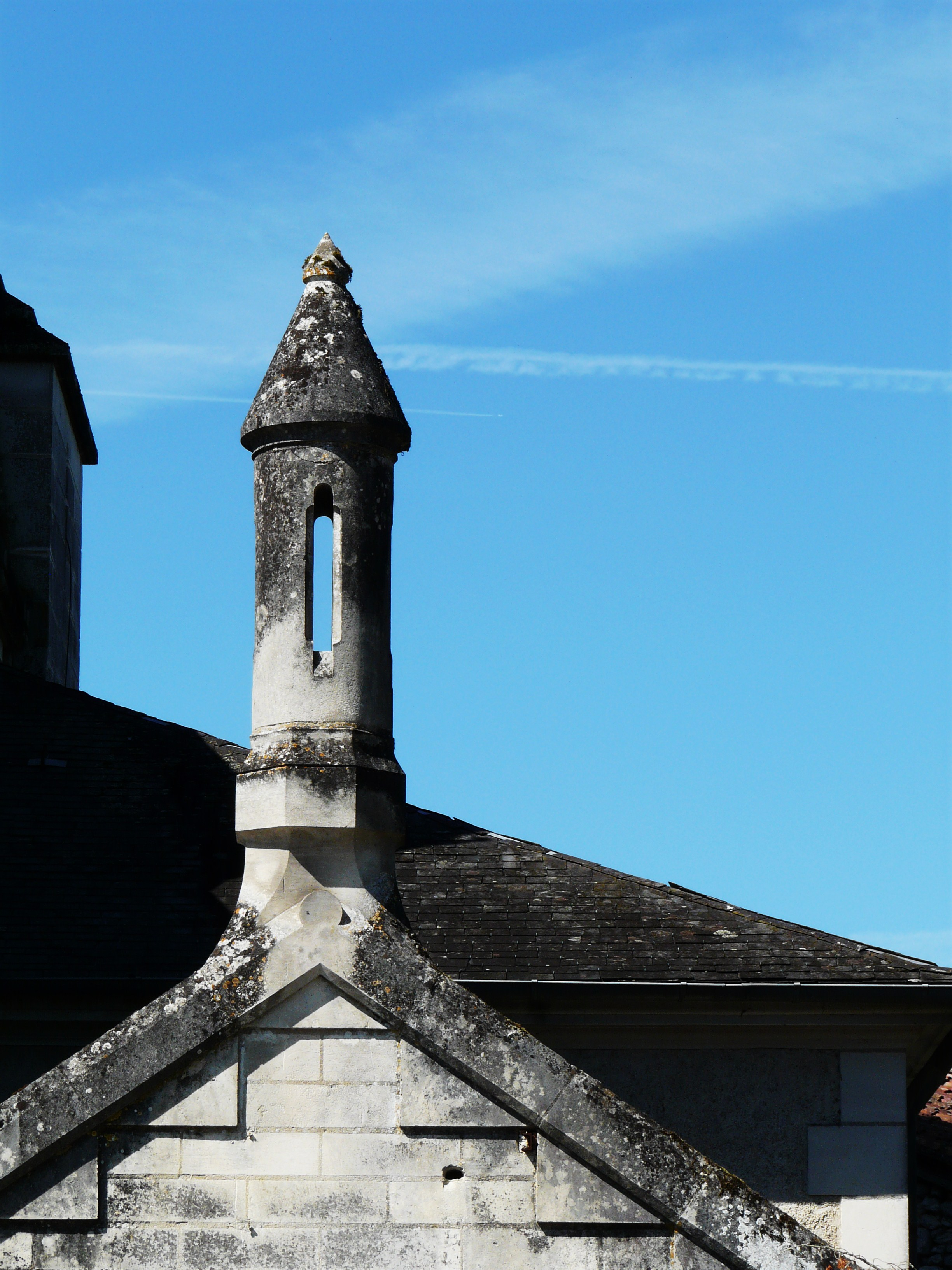
Lanternon décoratif au-dessus de la sacristie.
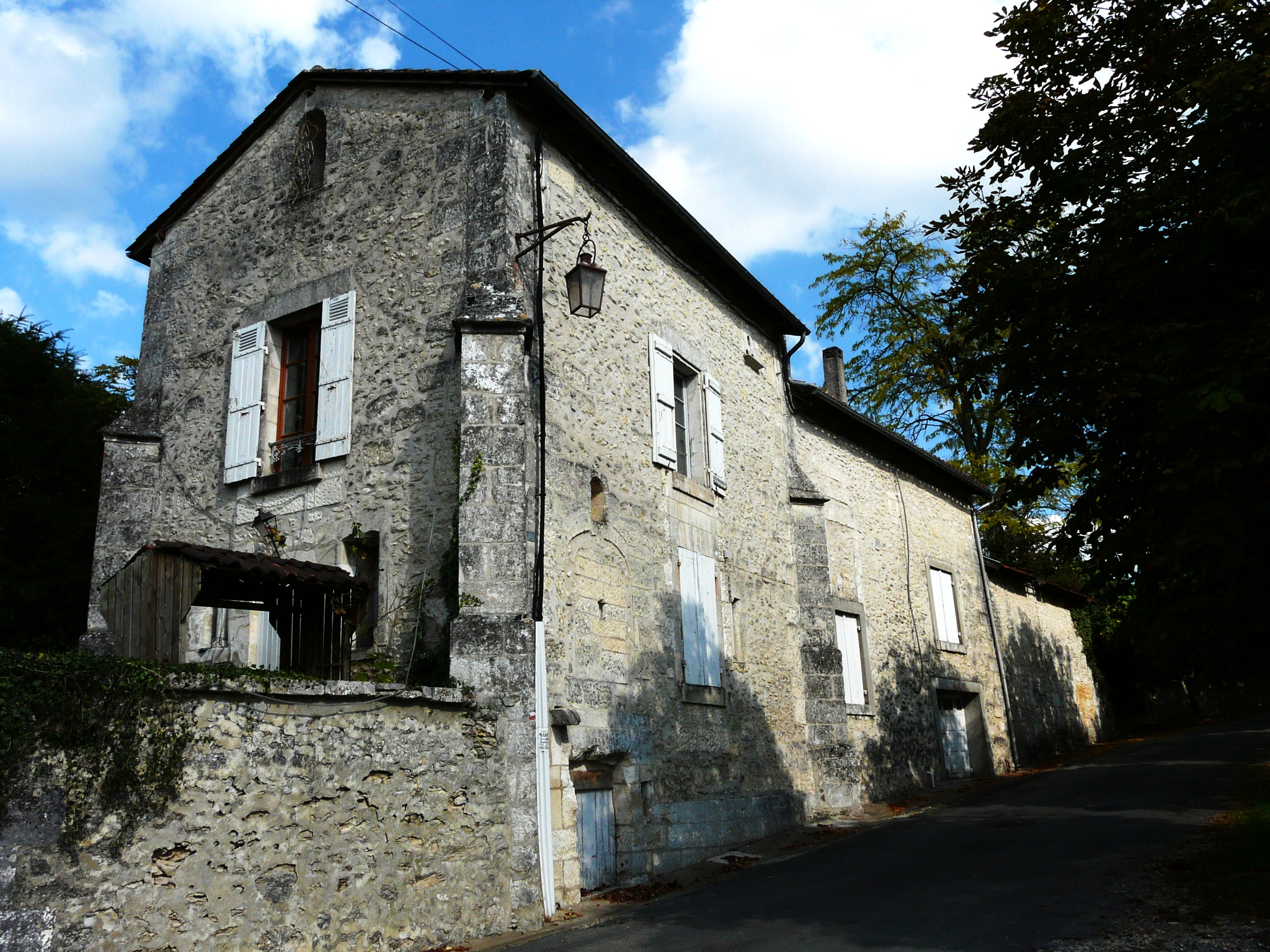
L'ancienne chapelle Saint-Jean.
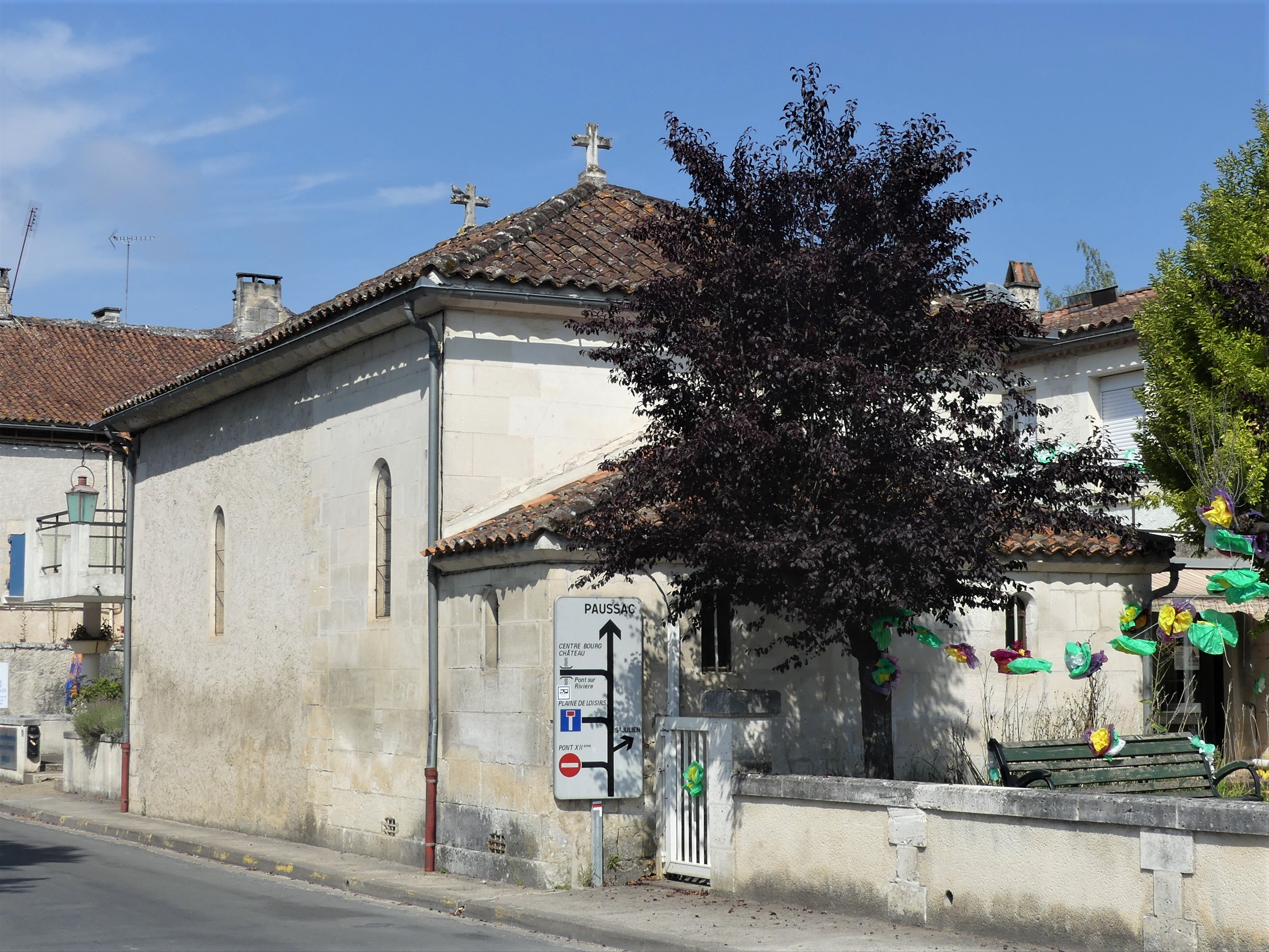
La chapelle de la maison de retraite.
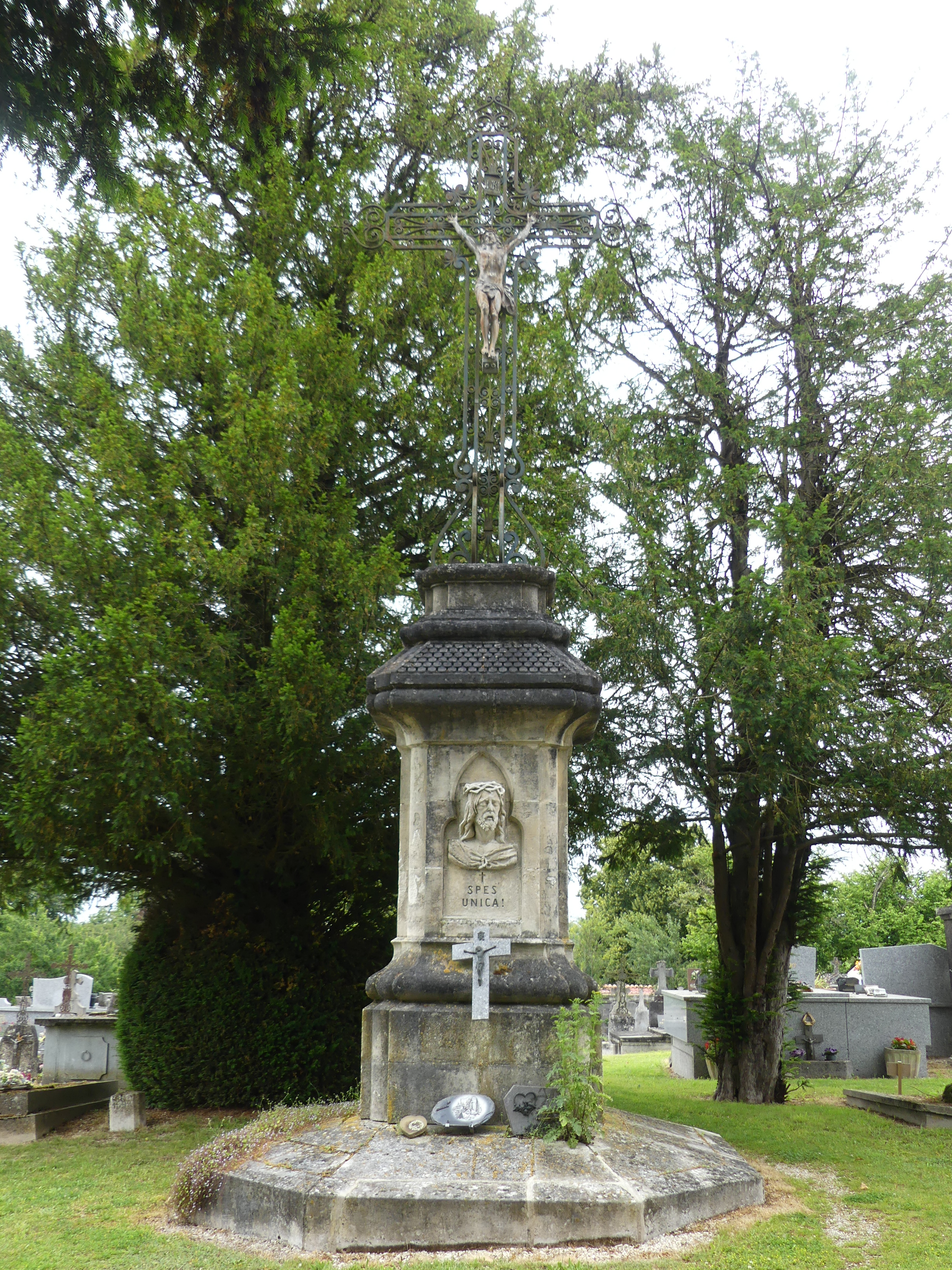
La croix principale du cimetière.

### Patrimoine naturel

#### ZNIEFF
Dans toute sa traversée de la commune, du nord-est au sud-ouest, la vallée de la Dronne est classée comme zone naturelle d'intérêt écologique, faunistique et floristique (ZNIEFF), alliant l'humidité à une variété de sites qui alternent, au fil des méandres successifs, des endroits ombragés puis lumineux ainsi que des zones escarpées puis planes.
Bordant le territoire communal à l'ouest sur environ un kilomètre et demi, le Boulou ainsi que sa vallée et ses coteaux forment une autre ZNIEFF de type I « Réseau hydrographique et coteaux du Boulou aval », présentant une importante variété faunistique sur Bourdeilles et six autres communes ou anciennes communes,.
Trente espèces déterminantes y sont répertoriées :
- dix insectes : l'Agrion de Mercure (Coenagrion mercuriale), l'Azuré de la faucille (Cupido alcetas), l'Azuré du serpolet (Phengaris arion), le Cordulégastre annelé (Cordulegaster boltonii), le Cuivré des marais (Lycaena dispar), le Damier de la succise (Euphydryas aurinia), le Gomphe vulgaire (Gomphus vulgatissimus), le Lepture erratique (Judolia erratica (en)), l'Onychogomphe à crochets (Onychogomphus uncatus) et le Petit mars changeant (Apatura ilia) ;
- sept mammifères : la Genette commune (Genetta genetta), la Loutre d'Europe (Lutra lutra), le Vison d'Europe (Mustela lutreola), ainsi que quatre espèces de chauves-souris : Grand rhinolophe (Rhinolophus ferrumequinum), Noctule commune (Nyctalus noctula), Petit rhinolophe (Rhinolophus hipposideros) et Vespertilion de Bechstein (Myotis bechsteinii) ;
- sept oiseaux : le Cincle plongeur (Cinclus cinclus), le Faucon pèlerin (Falco peregrinus), le Hibou moyen-duc (Asio otus), le Moineau soulcie (Petronia petronia), le Pic mar (Dendrocopos medius), le Pic noir (Dryocopus martius) et le Pigeon colombin (Columba oenas).
- cinq amphibiens : l'Alyte accoucheur (Alytes obstetricans), la Grenouille rousse (Rana temporaria), le Pélodyte ponctué (Pelodytes punctatus), la Rainette verte (Hyla arborea), le Sonneur à ventre jaune (Bombina variegata) et le Triton marbré (Triturus marmoratus) ;
- une tortue, la Cistude (Emys orbicularis).

Deux plantes rares :  la Colchique d'automne (Colchicum autumnale) et la Fritillaire pintade (Fritillaria meleagris), y sont également présentes.
De très nombreuses autres espèces animales ou végétales y ont été recensées : cinq amphibiens, cinq reptiles, 69 oiseaux, 307 insectes ainsi que 40 plantes.
Cette ZNIEFF, tout comme la ZNIEFF « Réseau hydrographique et coteaux du Boulou amont », fait partie d'une ZNIEFF de type II plus vaste « Vallée et coteaux du Boulou » représentant la quasi-totalité du cours du Boulou, depuis sa source jusqu'à la route départementale 106, située 200 mètres avant sa confluence avec la Dronne,.
La vallée du Boulou représente « un intérêt national » par la « richesse exceptionnelle » en espèces d'insectes — notamment en Lépidoptères et en Odonates — répertoriées dans les trois ZNIEFF de ce cours d'eau.

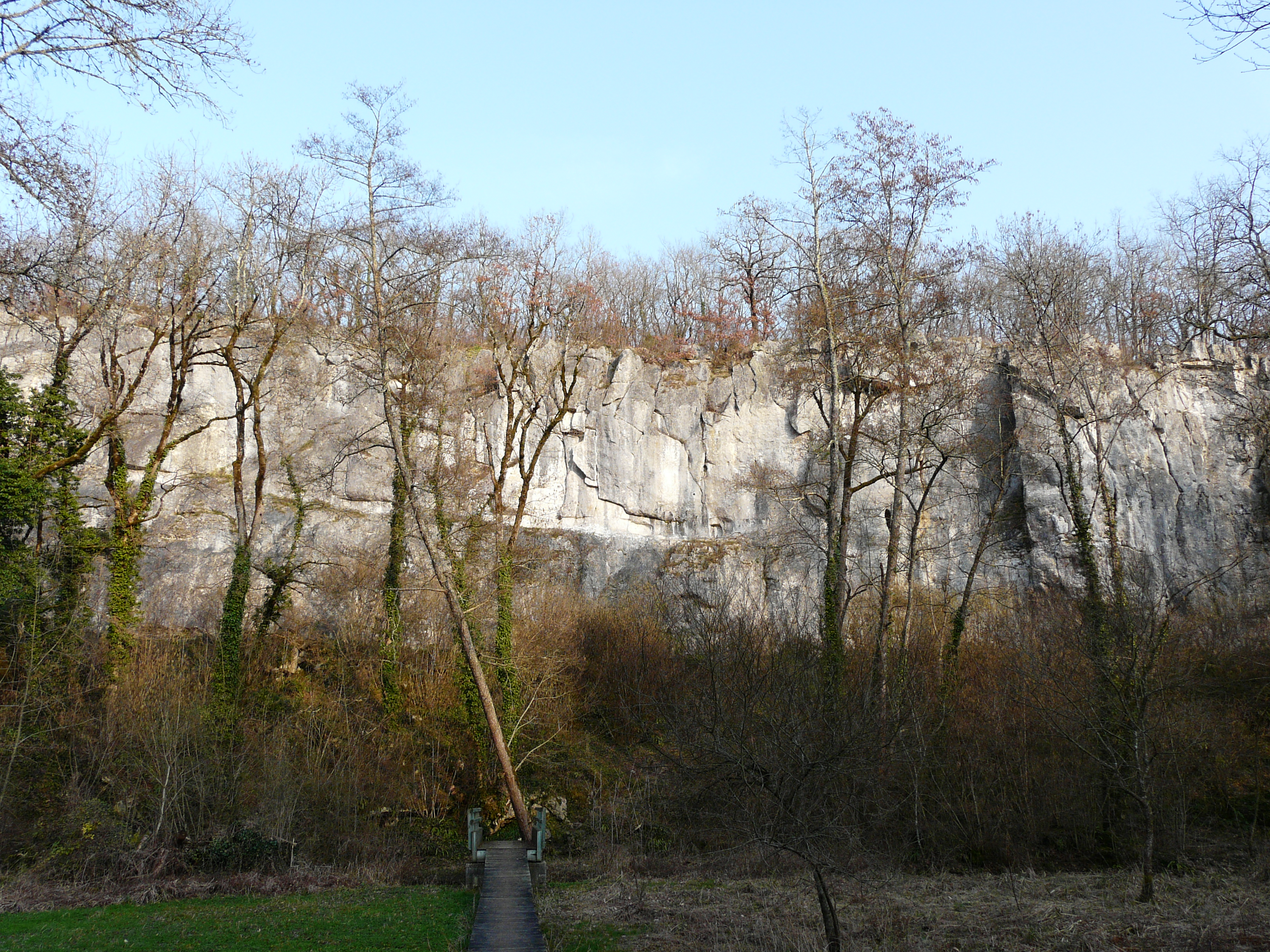
La falaise (site d'escalade) de la Forge du Boulou se dresse à l'est du Boulou, qui coule au niveau du rideau d'arbres.
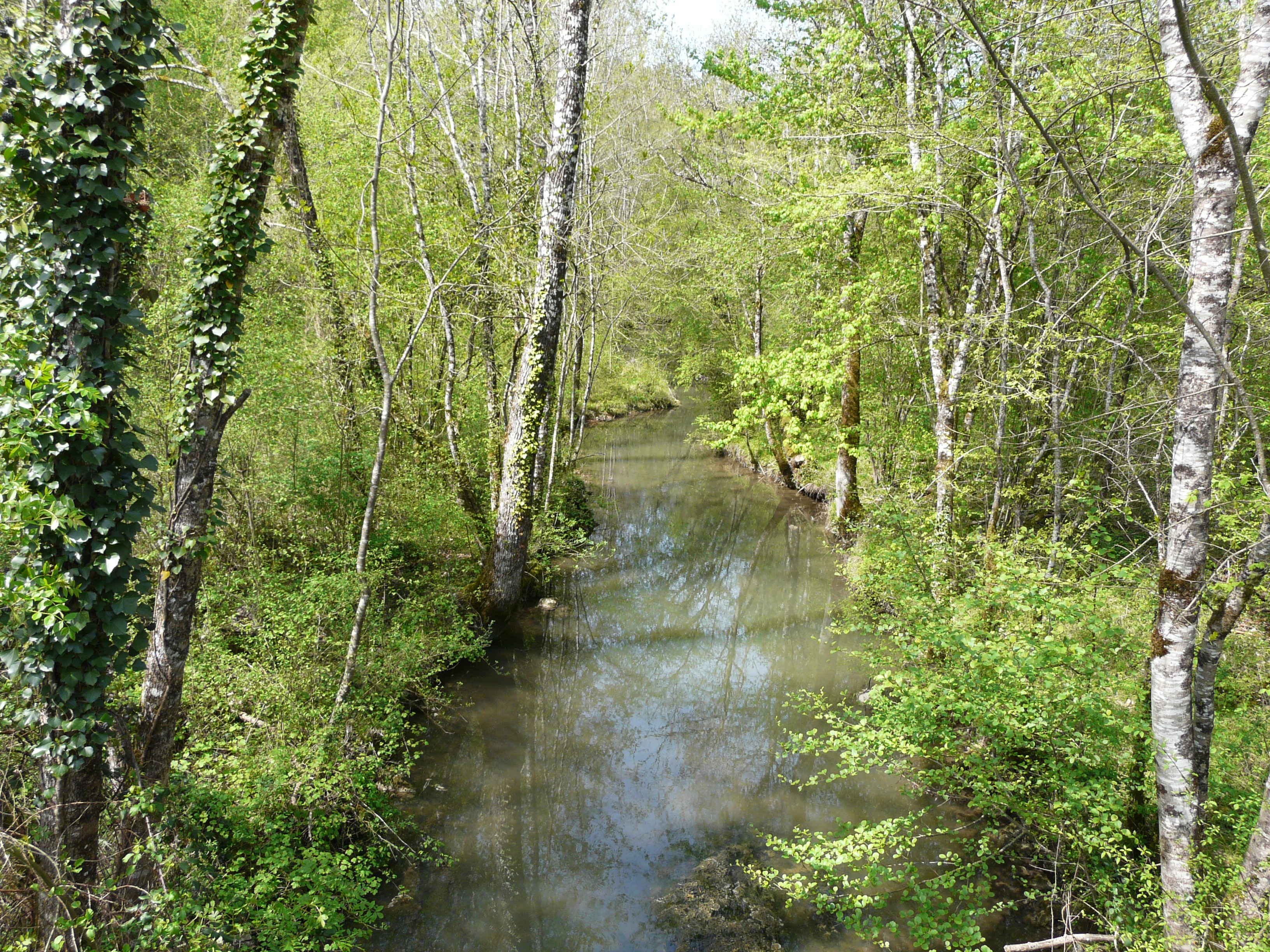
Le Boulou, en amont du pont de la route départementale 106, en limite de Creyssac (à gauche) et de Bourdeilles.
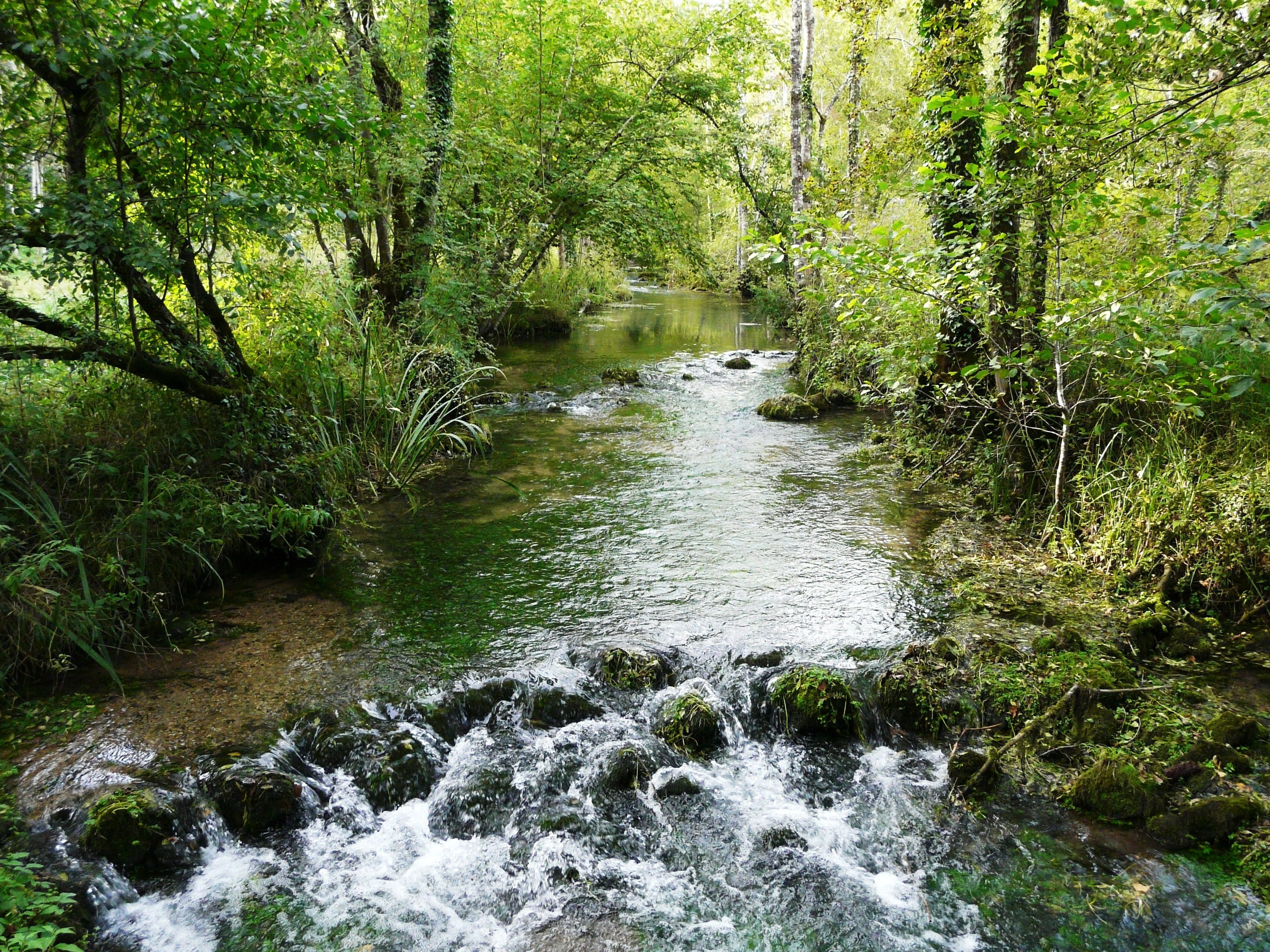
Le Boulou, à côté du Moulin de Fontas, en limite de Creyssac (à gauche) et de Bourdeilles. Vue prise vers l'amont.
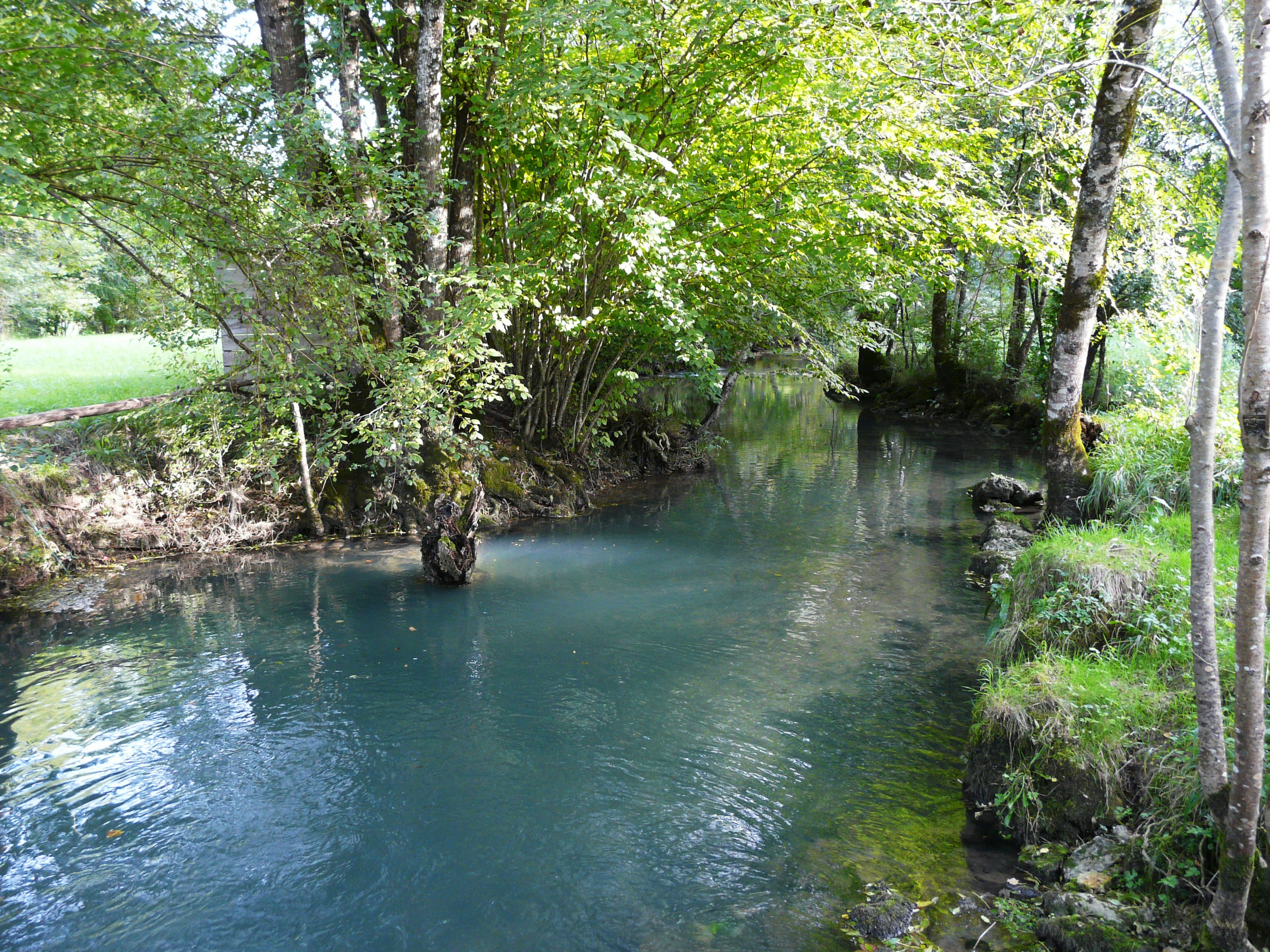
Le Boulou, à côté du Moulin de Fontas, en limite de Bourdeilles (à gauche) et de Creyssac. Vue prise vers l'aval.

#### Sites
La vallée de la Dronne, depuis le bourg et en amont de celui-ci, se compose de deux sites, l'un classé en 1997, l'autre inscrit depuis 1973. On y trouve, entre autres, le Fourneau du diable déjà cité.

### Personnalités liées à la commune
- Pierre de Bourdeille, abbé de Brantôme (vers 1540-1614), abbé commendataire et seigneur de Brantôme, né à Bourdeilles.
- Hélie de Bourdeilles (1423-1484), franciscain, archevêque de Tours, cardinal, est né au château de Bourdeilles.
- Henri Bertin (1720-1792), baron (titré marquis ?) de Bourdeilles, contrôleur général des finances, ministre d'État, physiocrate.
- René Desmaison (1930-2007), alpiniste français, né à Bourdeilles.
- Vladimir Volkoff (1932-2005), écrivain français d'origine russe, résident de la commune, y est mort et enterré.
- Janine Mitaud (1921-2011), poétesse française, y a vécu et y est enterrée.

### Héraldique
| Armes de Bourdeilles | Les armes de Bourdeilles se blasonnent ainsi : « D'or à deux pattes de griffon de gueules onglées d'azur l'une sur l'autre. ». Ce sont les armes des Bourdeilles, premiers barons du Périgord. |

## Pour approfondir